# Danh sách Đại biểu Quốc hội Việt Nam khóa XIV
Ngày 22 tháng 5 năm 2016, các cử tri Việt Nam tham gia cuộc bầu cử Đại biểu Quốc hội để chọn đại biểu Quốc hội Việt Nam khóa XIV nhiệm kì 2016-2021 từ các ứng cử viên (bao gồm cả đề cử và tự ứng cử) đại biểu Quốc hội khóa XIV tại các đơn vị bầu cử trong cả nước.
Theo Hội đồng bầu cử Quốc gia, tổng số người ứng cử đại biểu Quốc hội (ĐBQH) khóa XIV là 870 người, tổng số đại biểu trúng cử là 496 người.
Top 5 người đạt nhiều phiếu bầu nhất là Phan Thị Mỹ Thanh (713.148 phiếu), Võ Văn Thưởng (676.517 phiếu), Nguyễn Thị Như Ý (585.402 phiếu), Hoàng Trung Hải (520.972 phiếu ở Hà Nội), Đinh La Thăng (TPHCM, 509.447 phiếu).
Hai người tuy được bầu nhưng sau đó bị truất quyền đại biểu là ông Trịnh Xuân Thanh (đảng viên, nguyên Phó Chủ tịch UBND tỉnh Hậu Giang trúng cử đại biểu quốc hội ở đơn vị bầu cử số 1 tỉnh Hậu Giang gồm thành phố Vị Thanh và các huyện Vị Thủy, Châu Thành, Châu Thành A với tỉ lệ số phiếu 75,28% cao nhất tỉnh Hậu Giang, bị hủy tư cách đại biểu quốc hội vào ngày 15 tháng 7 năm 2016) và tiếp đó là bà Nguyễn Thị Nguyệt Hường (không đảng viên, trúng cử đại biểu quốc hội khóa XIV đơn vị bầu cử số 5 TP Hà Nội (Đan Phượng, Hoài Đức, Bắc Từ Liêm, Nam Từ Liêm, với tỷ lệ số phiếu 78,51% cao nhất đơn vị bầu cử số 5, bị hủy tư cách đại biểu quốc hội vào chiều ngày 17 tháng 7 năm 2016). Kỳ họp đầu tiên được tổ chức vào ngày 20 tháng 7 năm 2016 với 494 Đại biểu.
Tính tới ngày 8 tháng 12 năm 2017 lại có thêm 5 ghế trống, đại biểu Ngô Văn Minh (đảng viên ĐCSVN, ĐBQH Quảng Nam) và đại biểu Thích Chơn Thiện (không đảng phái, ĐBQH Thừa Thiên Huế) từ trần cuối năm 2016, còn ông Võ Kim Cự (đảng viên ĐCSVN, ĐBQH Hà Tĩnh) xin thôi vì lý do "sức khỏe". Đinh La Thăng (ĐBQH Thành phố Hồ Chí Minh) và Nguyễn Quốc Khánh (ĐBQH Quảng Nam) bị mất quyền đại biểu Quốc hội từ ngày 14/5/2018 vì bị kết án tù. Ngô Đức Mạnh (đảng viện ĐCSVN, ĐBQH Bình Thuận) thôi nhiệm vụ đại biểu Quốc hội vì sang Nga làm đại sứ. Phan Thị Mỹ Thanh (đảng viên ĐCSVN, ĐBQH Đồng Nai) tự xin thôi nhiệm vụ đại biểu Quốc hội. Tháng 8 năm 2018, đại biểu Lê Minh Thông của tỉnh Thanh Hóa bị đột tử. Ngày 21 tháng 9 năm 2018, Chủ tịch nước Trần Đại Quang (ĐBQH TPHCM) qua đời nên trống thêm một ghế. Ngày 12 tháng 4 năm 2019, Ủy ban thường vụ Quốc hội Việt Nam khóa 14 phiên họp thứ 33 đã thông qua Nghị quyết 676 cho phép ông Lê Đình Nhường thôi làm nhiệm vụ Đại biểu vì lí do sức khỏe.
 Từ ngày 18 tháng 9 năm 2019, Ủy ban thường vụ Quốc hội Việt Nam khoá 14 đã quyết nghị cho ông Hồ Văn Năm đại biểu Quốc hội tỉnh Đồng Nai thôi nhiệm vụ đại biểu Quốc hội sau khi bị kỉ luật Đảng Cộng sản Việt Nam.
Như vậy hiện nay (19.9.2019), Quốc hội Việt Nam khóa XIV chỉ còn có 483 đại biểu (trong đó có 19 người ngoài đảng và 464 đảng viên Đảng Cộng sản Việt Nam). Có hai vợ chồng đều là đại biểu quốc hội Việt Nam trong cùng khóa XIV là Vương Đình Huệ (ĐBQH Hà Tĩnh) và Nguyễn Vân Chi (ĐBQH Nghệ An).

## Thành phố Hà Nội (30)
| Đơn vị số | Địa phương                                  | Người trúng cử          | Số phiếu    | Tỉ lệ (%)   | Ghi chú |
| --------- | ------------------------------------------- | ----------------------- | ----------- | ----------- | --- |
| 1         | Ba Đình Hoàn Kiếm Tây Hồ                    | Nguyễn Phú Trọng        | 356.780     | 86,47       | |
| 1         | Ba Đình Hoàn Kiếm Tây Hồ                    | Nguyễn Doãn Anh         | 299.827     | 72,67       | Đã chuyển về sinh hoạt tại đoàn đại biểu Nghệ An từ 18 tháng 4 năm 2019. Thay thế vị trí của ông là đại biểu Nguyễn Hồng Thái |
| 1         | Ba Đình Hoàn Kiếm Tây Hồ                    | Trần Thị Phương Hoa     | 274.606     | 66,56       | |
| 2         | Đống Đa Hai Bà Trưng                        | Trần Việt Khoa          | 328.598     | 69,08       | |
| 2         | Đống Đa Hai Bà Trưng                        | Hoàng Văn Cường         | 310.251     | 65,22       | |
| 2         | Đống Đa Hai Bà Trưng                        | Nguyễn Quang Tuấn       | 304.590     | 64,03       | |
| 3         | Hà Đông Thanh Xuân Cầu Giấy                 | Nguyễn Phi Thường       | 391.445     | 72,78       | |
| 3         | Hà Đông Thanh Xuân Cầu Giấy                 | Nguyễn Thị Bích Ngọc    | 389.938     | 72,50       | |
| 3         | Hà Đông Thanh Xuân Cầu Giấy                 | Đào Tú Hoa              | 293.698     | 54,61       | |
| 4         | Thanh Trì Gia Lâm Hoàng Mai                 | Nguyễn Hữu Chính        | 443.055     | 74,71       | |
| 4         | Thanh Trì Gia Lâm Hoàng Mai                 | Lê Quân                 | 392.491     | 66,18       | |
| 4         | Thanh Trì Gia Lâm Hoàng Mai                 | Dương Minh Ánh          | 358.073     | 60,38       | |
| 5         | Đan Phượng Hoài Đức Bắc Từ Liêm Nam Từ Liêm | Nguyễn Thị Nguyệt Hường | 427.836     | 78,51       | bà Hường đã bị truất quyền đại biểu vào ngày 17 tháng 7 năm 2016                                                              |
| 5         | Đan Phượng Hoài Đức Bắc Từ Liêm Nam Từ Liêm | Đỗ Đức Hồng Hà          | 417.935     | 76,69       | |
| 5         | Đan Phượng Hoài Đức Bắc Từ Liêm Nam Từ Liêm | Đào Thanh Hải           | 403.473     | 74,04       | |
| 6         | Ứng Hòa Mỹ Đức Phú Xuyên Thường Tín         | Trần Thị Quốc Khánh     | 412.570     | 71,41       | |
| 6         | Ứng Hòa Mỹ Đức Phú Xuyên Thường Tín         | Nguyễn Thị Lan          | 390.714     | 67,62       | |
| 6         | Ứng Hòa Mỹ Đức Phú Xuyên Thường Tín         | Nguyễn Văn Chiến        | 324.651     | 56,19       | |
| 7         | Quốc Oai Chương Mỹ Thanh Oai                | Nguyễn Quốc Bình        | 336.913     | 67,78       | |
| 7         | Quốc Oai Chương Mỹ Thanh Oai                | Nguyễn Quốc Hưng        | 306.104     | 61,58       | |
| 7         | Quốc Oai Chương Mỹ Thanh Oai                | Dương Quang Thành       | 294.631     | 59,27       | |
| 8         | Ba Vì Phúc Thọ Thạch Thất Sơn Tây           | Hoàng Trung Hải         | 520.972     | 87,16       | |
| 8         | Ba Vì Phúc Thọ Thạch Thất Sơn Tây           | Ngọ Duy Hiểu            | 432.365     | 72,34       | |
| 8         | Ba Vì Phúc Thọ Thạch Thất Sơn Tây           | Nguyễn Văn Được         | 376.146     | 62,93       | |
| 9         | Đông Anh Long Biên                          | Vũ Thị Lưu Mai          | 318.741     | 75,10       | |
| 9         | Đông Anh Long Biên                          | Phạm Quang Thanh        | 296.106     | 69,77       | |
| 9         | Đông Anh Long Biên                          | Nguyễn Anh Trí          | 281.218     | 66,26       | |
| 10        | Sóc Sơn Mê Linh                             | Nguyễn Văn Thắng        | 277.017     | 72,56       | |
| 10        | Sóc Sơn Mê Linh                             | Bùi Huyền Mai           | 233.934     | 61,27       | |
| 10        | Sóc Sơn Mê Linh                             | Thích Bảo Nghiêm        | 231.545     | 60,65       | |
| 10 đơn vị | 10 đơn vị                                   | 30 đại biểu             | 30 đại biểu | 30 đại biểu | 30 đại biểu |

- Ngày 10 tháng 2 năm 2020, Ủy ban thường vụ Quốc hội Việt Nam khóa 14 chuyển sinh hoạt của đại biểu Quốc hội Vương Đình Huệ từ đoàn Hà Tĩnh về Hà Nội[9]

## Thành phố Hồ Chí Minh (30)
| Đơn vị số | Địa phương             | Người trúng cử                                                           | Số phiếu    | Tỉ lệ (%)   |             |
| --------- | ---------------------- | ------------------------------------------------------------------------ | ----------- | ----------- | ----------- |
| 1         | Quận 1 Quận 3 Quận 4   | Trần Đại Quang                                                           | 293.079     | 75,08       |             |
| 1         | Quận 1 Quận 3 Quận 4   | Ngô Tuấn Nghĩa                                                           | 236.576     | 60,60       |             |
| 1         | Quận 1 Quận 3 Quận 4   | Lâm Đình Thắng                                                           | 233.880     | 59,91       |             |
| 2         | Quận 7 Nhà Bè Cần Giờ  | Nguyễn Minh Hoàng                                                        | 231.470     | 66,97       |             |
| 2         | Quận 7 Nhà Bè Cần Giờ  | Tô Thị Bích Châu                                                         | 220.409     | 63,77       |             |
| 2         | Quận 7 Nhà Bè Cần Giờ  | Dương Ngọc Hải                                                           | 207.196     | 59,95       |             |
| 3         | Quận 6 Bình Tân        | Nguyễn Phước Lộc                                                         | 344.333     | 63,45       |             |
| 3         | Quận 6 Bình Tân        | Phan Thị Bình Thuận                                                      | 332.509     | 61,27       |             |
| 3         | Quận 6 Bình Tân        | Lâm Quang Đại                                                            | 327.601     | 60,36       |             |
| 4         | Quận 5 Quận 10 Quận 11 | Lê Minh Trí                                                              | 331.790     | 70,48       |             |
| 4         | Quận 5 Quận 10 Quận 11 | Huỳnh Thành Đạt                                                          | 324.343     | 68,90       |             |
| 4         | Quận 5 Quận 10 Quận 11 | Phạm Phú Quốc (đã bị truất quyền đại biểu vào ngày 03 tháng 11 năm 2020) | 253.936     | 53,94       |             |
| 5         | Tân Bình Tân Phú       | Trần Kim Yến                                                             | 321.816     | 67,42       |             |
| 5         | Tân Bình Tân Phú       | Nguyễn Văn Chương                                                        | 284.039     | 59,50       |             |
| 5         | Tân Bình Tân Phú       | Nguyễn Đức Sáu                                                           | 273.927     | 57,39       |             |
| 6         | Bình Thạnh Phú Nhuận   | Trương Trọng Nghĩa                                                       | 281.212     | 67,89       |             |
| 6         | Bình Thạnh Phú Nhuận   | Nguyễn Việt Dũng                                                         | 268.931     | 64,93       |             |
| 6         | Bình Thạnh Phú Nhuận   | Phạm Khánh Phong Lan                                                     | 262.319     | 63,33       |             |
| 7         | Quận 2 Quận 9 Thủ Đức  | Nguyễn Thị Quyết Tâm                                                     | 462.220     | 76,37       |             |
| 7         | Quận 2 Quận 9 Thủ Đức  | Phan Nguyễn Như Khuê                                                     | 399.409     | 66          |             |
| 7         | Quận 2 Quận 9 Thủ Đức  | Trịnh Ngọc Thúy                                                          | 328.498     | 54,28       |             |
| 8         | Quận 12 Gò Vấp         | Nguyễn Thị Yến (Ni sư Thích nữ Tín Liên)                                 | 457.431     | 65,75       |             |
| 8         | Quận 12 Gò Vấp         | Nguyễn Minh Đức                                                          | 432.839     | 62,21       |             |
| 8         | Quận 12 Gò Vấp         | Trần Thị Diệu Thúy                                                       | 411.179     | 59,10       |             |
| 9         | Củ Chi Hóc Môn         | Đinh La Thăng (đã mất quyền đại biểu ngày 14 tháng 5 năm 2018)           | 509.447     | 85,02       |             |
| 9         | Củ Chi Hóc Môn         | Văn Thị Bạch Tuyết                                                       | 363.106     | 60,60       |             |
| 9         | Củ Chi Hóc Môn         | Trần Anh Tuấn                                                            | 318.090     | 53,09       |             |
| 10        | Quận 8 Bình Chánh      | Trần Hoàng Ngân                                                          | 434.709     | 71,77       |             |
| 10        | Quận 8 Bình Chánh      | Phan Thanh Bình                                                          | 388.691     | 64,17       |             |
| 10        | Quận 8 Bình Chánh      | Ngô Minh Châu                                                            | 382.667     | 63,18       |             |
| 10 đơn vị | 10 đơn vị              | 30 đại biểu                                                              | 30 đại biểu | 30 đại biểu | 30 đại biểu |

## Thành phố Hải Phòng (9)
| Đơn vị số | Địa phương                                         | Người trúng cử    | Số phiếu   | Tỉ lệ (%)  |
| --------- | -------------------------------------------------- | ----------------- | ---------- | ---------- |
| 1         | Hồng Bàng Lê Chân Thủy Nguyên Cát Hải Bạch Long Vỹ | Nguyễn Trọng Bình | 443.426    | 85,85      |
| 1         | Hồng Bàng Lê Chân Thủy Nguyên Cát Hải Bạch Long Vỹ | Nghiêm Vũ Khải    | 399.221    | 77,29      |
| 1         | Hồng Bàng Lê Chân Thủy Nguyên Cát Hải Bạch Long Vỹ | Bùi Thanh Tùng    | 397.388    | 76,94      |
| 2         | Ngô Quyền Hải An Dương Kinh An Dương Kiến Thụy     | Nguyễn Thị Nghĩa  | 390.499    | 82,90      |
| 2         | Ngô Quyền Hải An Dương Kinh An Dương Kiến Thụy     | Nguyễn Hữu Thuận  | 376.211    | 79,86      |
| 2         | Ngô Quyền Hải An Dương Kinh An Dương Kiến Thụy     | Đỗ Văn Bình       | 354.634    | 75,28      |
| 3         | Kiến An Đồ Sơn An Lão Tiên Lãng Vĩnh Bảo           | Nguyễn Xuân Phúc  | 476.357    | 99,48      |
| 3         | Kiến An Đồ Sơn An Lão Tiên Lãng Vĩnh Bảo           | Mai Hồng Hải      | 372.330    | 77,75      |
| 3         | Kiến An Đồ Sơn An Lão Tiên Lãng Vĩnh Bảo           | Lã Thanh Tân      | 332.075    | 69,35      |
| 3 đơn vị  | 3 đơn vị                                           | 9 đại biểu        | 9 đại biểu | 9 đại biểu |

## Thành phố Đà Nẵng (6)
| Đơn vị số | Địa phương                                        | Người trúng cử                             | Số phiếu   | Tỉ lệ (%)  |
| --------- | ------------------------------------------------- | ------------------------------------------ | ---------- | ---------- |
| 1         | Hải Châu Thanh Khê Cẩm Lệ                         | Đinh Thế Huynh                             | 292.667    | 85,71      |
| 1         | Hải Châu Thanh Khê Cẩm Lệ                         | Nguyễn Bá Sơn                              | 238.275    | 69,78      |
| 1         | Hải Châu Thanh Khê Cẩm Lệ                         | Võ Thị Như Hoa                             | 213.981    | 62,67      |
| 2         | Sơn Trà Ngũ Hành Sơn Liên Chiểu Hoàng Sa Hòa Vang | Nguyễn Thị Kim Thúy                        | 253.143    | 72,36      |
| 2         | Sơn Trà Ngũ Hành Sơn Liên Chiểu Hoàng Sa Hòa Vang | Nguyễn Thanh Quang (đã mất ngày 26/3/2021) | 247.836    | 70,84      |
| 2         | Sơn Trà Ngũ Hành Sơn Liên Chiểu Hoàng Sa Hòa Vang | Ngô Thị Kim Yến                            | 231.082    | 66,05      |
| 2 đơn vị  | 2 đơn vị                                          | 6 đại biểu                                 | 6 đại biểu | 6 đại biểu |

## Thành phố Cần Thơ (7)
| Đơn vị số | Địa phương                    | Người trúng cử      | Số phiếu   | Tỉ lệ (%)  |
| --------- | ----------------------------- | ------------------- | ---------- | ---------- |
| 1         | Ninh Kiều Cái Răng Phong Điền | Nguyễn Thị Kim Ngân | 308.683    | 91,46      |
| 1         | Ninh Kiều Cái Răng Phong Điền | Nguyễn Thanh Phương | 212.128    | 62,85      |
| 1         | Ninh Kiều Cái Răng Phong Điền | Nguyễn Thanh Xuân   | 205.850    | 60,99      |
| 2         | Bình Thủy Ô Môn Thới Lai      | Trần Quốc Trung     | 216.802    | 74,35      |
| 2         | Bình Thủy Ô Môn Thới Lai      | Nguyễn Văn Quyền    | 160.699    | 55,11      |
| 3         | Thốt Nốt Vĩnh Thạnh Cờ Đỏ     | Trần Thanh Mẫn      | 253.115    | 76,24      |
| 3         | Thốt Nốt Vĩnh Thạnh Cờ Đỏ     | Trần Thị Vĩnh Nghi  | 178.748    | 53,84      |
| 3 đơn vị  | 3 đơn vị                      | 7 đại biểu          | 7 đại biểu | 7 đại biểu |

## Tỉnh An Giang (10)
| Đơn vị số | Địa phương                                 | Người trúng cử    | Số phiếu    | Tỉ lệ (%)   |
| --------- | ------------------------------------------ | ----------------- | ----------- | ----------- |
| 1         | Long Xuyên Thoại Sơn                       | Võ Thị Ánh Xuân   | 291.718     | 81,46       |
| 1         | Long Xuyên Thoại Sơn                       | Nguyễn Mai Bộ     | 252.435     | 70,49       |
| 2         | Châu Phú Châu Thành                        | Mai Thị Ánh Tuyết | 218.388     | 69,35       |
| 2         | Châu Phú Châu Thành                        | Nguyễn Lân Hiếu   | 200.353     | 63,62       |
| 3         | Chợ Mới Phú Tân                            | Nguyễn Văn Giàu   | 349.752     | 77,26       |
| 3         | Chợ Mới Phú Tân                            | Nguyễn Sĩ Lâm     | 289.901     | 64,04       |
| 3         | Chợ Mới Phú Tân                            | Hồ Thanh Bình     | 242.152     | 53,49       |
| 4         | Châu Đốc Tân Châu An Phú Tịnh Biên Tri Tôn | Phan Huỳnh Sơn    | 428.306     | 74,40       |
| 4         | Châu Đốc Tân Châu An Phú Tịnh Biên Tri Tôn | Đôn Tuấn Phong    | 413.080     | 71,75       |
| 4         | Châu Đốc Tân Châu An Phú Tịnh Biên Tri Tôn | Chau Chắc         | 331.309     | 57,55       |
| 4 đơn vị  | 4 đơn vị                                   | 10 đại biểu       | 10 đại biểu | 10 đại biểu |

## Tỉnh Bà Rịa - Vũng Tàu (6)
| Đơn vị số | Địa phương                          | Người trúng cử   | Số phiếu   | Tỉ lệ (%)  |
| --------- | ----------------------------------- | ---------------- | ---------- | ---------- |
| 1         | Vũng Tàu Long Điền Đất Đỏ Côn Đảo   | Trần Hồng Hà     | 251.261    | 65,55      |
| 1         | Vũng Tàu Long Điền Đất Đỏ Côn Đảo   | Dương Minh Tuấn  | 246.832    | 64,40      |
| 1         | Vũng Tàu Long Điền Đất Đỏ Côn Đảo   | Phạm Đình Cúc    | 236.769    | 61,77      |
| 2         | Bà Rịa Tân Thành Châu Đức Xuyên Mộc | Nguyễn Thị Yến   | 286.611    | 67,15      |
| 2         | Bà Rịa Tân Thành Châu Đức Xuyên Mộc | Nguyễn Văn Tuyết | 265.245    | 62,14      |
| 2         | Bà Rịa Tân Thành Châu Đức Xuyên Mộc | Dương Tấn Quân   | 246.211    | 57,68      |
| 2 đơn vị  | 2 đơn vị                            | 6 đại biểu       | 6 đại biểu | 6 đại biểu |

## Tỉnh Bắc Giang (8)
| Đơn vị số | Địa phương                                      | Người trúng cử                     | Số phiếu   | Tỉ lệ (%)  |
| --------- | ----------------------------------------------- | ---------------------------------- | ---------- | ---------- |
| 1         | Sơn Động Lục Ngạn Lục Nam                       | Dương Văn Thông (Dương Đình Thông) | 251.790    | 72,28      |
| 1         | Sơn Động Lục Ngạn Lục Nam                       | Hà Thị Lan                         | 179.295    | 51,47      |
| 2         | Tân Yên Hiệp Hòa Việt Yên                       | Nguyễn Thị Thu Hà                  | 306.535    | 73,97      |
| 2         | Tân Yên Hiệp Hòa Việt Yên                       | Ngô Sách Thực                      | 256.299    | 61,85      |
| 2         | Tân Yên Hiệp Hòa Việt Yên                       | Leo Thị Lịch                       | 248.557    | 59,98      |
| 3         | Thành phố Bắc Giang Yên Thế Lạng Giang Yên Dũng | Lê Thị Thu Hồng                    | 313.570    | 70,84      |
| 3         | Thành phố Bắc Giang Yên Thế Lạng Giang Yên Dũng | Hoàng Thị Hoa                      | 296.706    | 67,03      |
| 3         | Thành phố Bắc Giang Yên Thế Lạng Giang Yên Dũng | Trần Văn Lâm                       | 259.869    | 58,70      |
| 3 đơn vị  | 3 đơn vị                                        | 8 đại biểu                         | 8 đại biểu | 8 đại biểu |

## Tỉnh Bắc Kạn (6)
| Đơn vị số | Địa phương                                   | Người trúng cử       | Số phiếu   | Tỉ lệ (%)  |
| --------- | -------------------------------------------- | -------------------- | ---------- | ---------- |
| 1         | Ba Bể Ngân Sơn Na Rì Pác Nặm                 | Phương Thị Thanh     | 75.912     | 72,84      |
| 1         | Ba Bể Ngân Sơn Na Rì Pác Nặm                 | Hồ Thị Kim Ngân      | 64.543     | 61,93      |
| 1         | Ba Bể Ngân Sơn Na Rì Pác Nặm                 | Nguyễn Thị Thủy      | 62.620     | 60,09      |
| 2         | Thành phố Bắc Kạn Bạch Thông Chợ Đồn Chợ Mới | Hoàng Duy Chinh      | 88.431     | 74,09      |
| 2         | Thành phố Bắc Kạn Bạch Thông Chợ Đồn Chợ Mới | Nguyễn Xuân Cường    | 83.132     | 69,65      |
| 2         | Thành phố Bắc Kạn Bạch Thông Chợ Đồn Chợ Mới | Triệu Thị Thu Phương | 74.289     | 62,24      |
| 2 đơn vị  | 2 đơn vị                                     | 6 đại biểu           | 6 đại biểu | 6 đại biểu |

## Tỉnh Bạc Liêu (6)
| Đơn vị số | Địa phương                                  | Người trúng cử  | Số phiếu   | Tỉ lệ (%)  |
| --------- | ------------------------------------------- | --------------- | ---------- | ---------- |
| 1         | Thành phố Bạc Liêu Vĩnh Lợi Hòa Bình        | Lê Minh Khái    | 210.555    | 82,55      |
| 1         | Thành phố Bạc Liêu Vĩnh Lợi Hòa Bình        | Trần Thị Hoa Ry | 197.939    | 77,60      |
| 1         | Thành phố Bạc Liêu Vĩnh Lợi Hòa Bình        | Tạ Văn Hạ       | 175.834    | 68,94      |
| 2         | Thị xã Giá Rai Phước Long Hồng Dân Đông Hải | Nguyễn Huy Thái | 304.787    | 84,23      |
| 2         | Thị xã Giá Rai Phước Long Hồng Dân Đông Hải | Lê Tấn Tới      | 301.015    | 83,19      |
| 2         | Thị xã Giá Rai Phước Long Hồng Dân Đông Hải | Lại Xuân Môn    | 263.737    | 72,88      |
| 2 đơn vị  | 2 đơn vị                                    | 6 đại biểu      | 6 đại biểu | 6 đại biểu |

## Tỉnh Bắc Ninh (7)
| Đơn vị số | Địa phương                     | Người trúng cử      | Số phiếu   | Tỉ lệ (%)  |
| --------- | ------------------------------ | ------------------- | ---------- | ---------- |
| 1         | Thành phố Bắc Ninh Quế Võ      | Nguyễn Ngọc Bảo     | 182.071    | 80,10      |
| 1         | Thành phố Bắc Ninh Quế Võ      | Trần Thị Hằng       | 158.660    | 69,80      |
| 2         | Từ Sơn Tiên Du Yên Phong       | Tô Lâm              | 269.938    | 95,16      |
| 2         | Từ Sơn Tiên Du Yên Phong       | Nguyễn Nhân Chiến   | 255.984    | 90,24      |
| 2         | Từ Sơn Tiên Du Yên Phong       | Nguyễn Thị Ngọc Lan | 164.633    | 58,04      |
| 3         | Lương Tài Gia Bình Thuận Thành | Trần Văn Túy        | 218.965    | 90,12      |
| 3         | Lương Tài Gia Bình Thuận Thành | Nguyễn Như So       | 170.594    | 70,21      |
| 3 đơn vị  | 3 đơn vị                       | 7 đại biểu          | 7 đại biểu | 7 đại biểu |

## Tỉnh Bến Tre (7)
| Đơn vị số | Địa phương                            | Người trúng cử     | Số phiếu   | Tỉ lệ (%)  |
| --------- | ------------------------------------- | ------------------ | ---------- | ---------- |
| 1         | Thành phố Bến Tre Châu Thành Bình Đại | Đặng Thuần Phong   | 199.921    | 64,05      |
| 1         | Thành phố Bến Tre Châu Thành Bình Đại | Cao Văn Trọng      | 191.412    | 61,32      |
| 2         | Giồng Trôm Ba Tri                     | Nguyễn Việt Thắng  | 150.764    | 55,20      |
| 2         | Giồng Trôm Ba Tri                     | Trần Thị Thanh Lam | 139.934    | 51,23      |
| 3         | Thạnh Phú Chợ Lách Mỏ Cày Mỏ Cày Bắc  | Trần Dương Tuấn    | 250.859    | 65,11      |
| 3         | Thạnh Phú Chợ Lách Mỏ Cày Mỏ Cày Bắc  | Lưu Bình Nhưỡng    | 238.941    | 62,02      |
| 3         | Thạnh Phú Chợ Lách Mỏ Cày Mỏ Cày Bắc  | Nguyễn Thị Lệ Thủy | 237.111    | 61,54      |
| 3 đơn vị  | 3 đơn vị                              | 7 đại biểu         | 7 đại biểu | 7 đại biểu |

## Tỉnh Bình Dương (9)
| Đơn vị số | Địa phương                                       | Người trúng cử                      | Số phiếu   | Tỉ lệ (%)  |
| --------- | ------------------------------------------------ | ----------------------------------- | ---------- | ---------- |
| 1         | Thủ Dầu Một Dĩ An                                | Nguyễn Thanh Hồng                   | 286.534    | 66,58      |
| 1         | Thủ Dầu Một Dĩ An                                | Phạm Trọng Nhân                     | 276.235    | 64,19      |
| 1         | Thủ Dầu Một Dĩ An                                | Trương Thị Bích Hạnh                | 253.771    | 58,97      |
| 2         | Thuận An Tân Uyên                                | Trần Văn Nam                        | 410.431    | 73,10      |
| 2         | Thuận An Tân Uyên                                | Nguyễn Văn Thao (Nguyễn Hoàng Thao) | 399.584    | 71,16      |
| 2         | Thuận An Tân Uyên                                | Nguyễn Phi Long                     | 326.593    | 58,16      |
| 3         | Bến Cát Dầu Tiếng Bàu Bàng Phú Giáo Bắc Tân Uyên | Nguyễn Văn Khánh                    | 302.387    | 69,71      |
| 3         | Bến Cát Dầu Tiếng Bàu Bàng Phú Giáo Bắc Tân Uyên | Nguyễn Văn Dành                     | 285.880    | 65,90      |
| 3         | Bến Cát Dầu Tiếng Bàu Bàng Phú Giáo Bắc Tân Uyên | Nguyễn Văn Riễn                     | 246.875    | 56,91      |
| 3 đơn vị  | 3 đơn vị                                         | 9 đại biểu                          | 9 đại biểu | 9 đại biểu |

## Tỉnh Bình Định (8)
| Đơn vị số | Địa phương                                     | Người trúng cử  | Số phiếu   | Tỉ lệ (%)  |
| --------- | ---------------------------------------------- | --------------- | ---------- | ---------- |
| 1         | Quy Nhơn Tuy Phước Vân Canh Tây Sơn Vĩnh Thạnh | Lê Kim Toàn     | 356.165    | 70,20      |
| 1         | Quy Nhơn Tuy Phước Vân Canh Tây Sơn Vĩnh Thạnh | Phùng Xuân Nhạ  | 344.016    | 67,81      |
| 1         | Quy Nhơn Tuy Phước Vân Canh Tây Sơn Vĩnh Thạnh | Lê Công Nhường  | 336.423    | 66,31      |
| 2         | An Nhơn Phù Cát Phù Mỹ                         | Nguyễn Văn Cảnh | 347.115    | 83,29      |
| 2         | An Nhơn Phù Cát Phù Mỹ                         | Lý Tiết Hạnh    | 273.459    | 65,61      |
| 2         | An Nhơn Phù Cát Phù Mỹ                         | Đặng Hoài Tân   | 268.986    | 64,54      |
| 3         | Hoài Nhơn Hoài Ân An Lão                       | Nguyễn Hữu Đức  | 189.437    | 73,34      |
| 3         | Hoài Nhơn Hoài Ân An Lão                       | Huỳnh Cao Nhất  | 174.907    | 67,71      |
| 3 đơn vị  | 3 đơn vị                                       | 8 đại biểu      | 8 đại biểu | 8 đại biểu |

## Tỉnh Bình Phước (6)
| Đơn vị số | Địa phương                                               | Người trúng cử    | Số phiếu   | Tỉ lệ (%)  |
| --------- | -------------------------------------------------------- | ----------------- | ---------- | ---------- |
| 1         | Bình Long Bù Đốp Bù Gia Mập Chơn Thành Hớn Quản Lộc Ninh | Nguyễn Văn Lợi    | 298.628    | 83,07      |
| 1         | Bình Long Bù Đốp Bù Gia Mập Chơn Thành Hớn Quản Lộc Ninh | Nguyễn Tuấn Anh   | 288.657    | 80,29      |
| 1         | Bình Long Bù Đốp Bù Gia Mập Chơn Thành Hớn Quản Lộc Ninh | Huỳnh Thành Chung | 281.219    | 78,22      |
| 2         | Đồng Xoài Phước Long Đồng Phú Phú Riềng Bù Đăng          | Phan Viết Lượng   | 278.562    | 81,93      |
| 2         | Đồng Xoài Phước Long Đồng Phú Phú Riềng Bù Đăng          | Tôn Ngọc Hạnh     | 271.496    | 79,85      |
| 2         | Đồng Xoài Phước Long Đồng Phú Phú Riềng Bù Đăng          | Điểu Huỳnh Sang   | 263.589    | 77,52      |
| 2 đơn vị  | 2 đơn vị                                                 | 6 đại biểu        | 6 đại biểu | 6 đại biểu |

## Tỉnh Bình Thuận (7)
| Đơn vị số | Địa phương                                     | Người trúng cử                                             | Số phiếu   | Tỉ lệ (%)  |
| --------- | ---------------------------------------------- | ---------------------------------------------------------- | ---------- | ---------- |
| 1         | Tuy Phong Bắc Bình Phú Quý                     | Lê Quốc Phong                                              | 152.682    | 66,14      |
| 1         | Tuy Phong Bắc Bình Phú Quý                     | Bố Thị Xuân Linh                                           | 142.549    | 61,75      |
| 2         | Phan Thiết Hàm Thuận Bắc Hàm Thuận Nam Hàm Tân | Huỳnh Thanh Cảnh                                           | 329.079    | 72,27      |
| 2         | Phan Thiết Hàm Thuận Bắc Hàm Thuận Nam Hàm Tân | Ngô Đức Mạnh (đã thôi làm đại biểu vì sang Nga làm đại sứ) | 321.608    | 70,63      |
| 2         | Phan Thiết Hàm Thuận Bắc Hàm Thuận Nam Hàm Tân | Nguyễn Thị Phúc                                            | 284.738    | 62,53      |
| 3         | La Gi Đức Linh Tánh Linh                       | Nguyễn Hồng Hải                                            | 181.138    | 68,71      |
| 3         | La Gi Đức Linh Tánh Linh                       | Trần Hồng Nguyên                                           | 163.668    | 62,08      |
| 3 đơn vị  | 3 đơn vị                                       | 7 đại biểu                                                 | 7 đại biểu | 7 đại biểu |

## Tỉnh Cà Mau (7)
| Đơn vị số | Địa phương                        | Người trúng cử      | Số phiếu   | Tỉ lệ (%)  |
| --------- | --------------------------------- | ------------------- | ---------- | ---------- |
| 1         | thành phố Cà Mau Thới Bình U Minh | Dương Thanh Bình    | 278.771    | 78,90%     |
| 1         | thành phố Cà Mau Thới Bình U Minh | Trương Thị Yến Linh | 229.664    | 65%        |
| 1         | thành phố Cà Mau Thới Bình U Minh | Lê Thanh Vân        | 215.328    | 60,94%     |
| 2         | Cái Nước Phú Tân Trần Văn Thời    | Trương Minh Hoàng   | 203.563    | 69,23%     |
| 2         | Cái Nước Phú Tân Trần Văn Thời    | Nguyễn Quốc Hận     | 175.701    | 59,75%     |
| 3         | Đầm Dơi Năm Căn Ngọc Hiển         | Thái Trường Giang   | 176.225    | 78,14%     |
| 3         | Đầm Dơi Năm Căn Ngọc Hiển         | Bùi Ngọc Chương     | 173.365    | 76,87%     |
| 3 đơn vị  | 3 đơn vị                          | 7 đại biểu          | 7 đại biểu | 7 đại biểu |

## Tỉnh Cao Bằng (6)
| Đơn vị số | Địa phương                                                                     | Người trúng cử   | Số phiếu   | Tỉ lệ (%)  |
| --------- | ------------------------------------------------------------------------------ | ---------------- | ---------- | ---------- |
| 1         | Bảo Lạc Bảo Lâm Nguyên Bình Hà Quảng Trà Lĩnh Hòa An                           | Hà Ngọc Chiến    | 136.025    | 78,73%     |
| 1         | Bảo Lạc Bảo Lâm Nguyên Bình Hà Quảng Trà Lĩnh Hòa An                           | Bế Minh Đức      | 119.585    | 69,21%     |
| 1         | Bảo Lạc Bảo Lâm Nguyên Bình Hà Quảng Trà Lĩnh Hòa An                           | Đỗ Quang Thành   | 119.346    | 67,07%     |
| 2         | thành phố Cao Bằng Thông Nông Quảng Uyên Phục Hòa Trùng Khánh Hạ Lang Thạch An | Nguyễn Hoàng Anh | 154.096    | 81,48%     |
| 2         | thành phố Cao Bằng Thông Nông Quảng Uyên Phục Hòa Trùng Khánh Hạ Lang Thạch An | Phùng Văn Hùng   | 124.901    | 66,04%     |
| 2         | thành phố Cao Bằng Thông Nông Quảng Uyên Phục Hòa Trùng Khánh Hạ Lang Thạch An | Triệu Thanh Dung | 109.669    | 57,99%     |
| 2 đơn vị  | 2 đơn vị                                                                       | 6 đại biểu       | 6 đại biểu | 6 đại biểu |

## Tỉnh Đắk Lắk (9)
| Đơn vị số | Địa phương                                                           | Người trúng cử         | Số phiếu   | Tỉ lệ (%)  |
| --------- | -------------------------------------------------------------------- | ---------------------- | ---------- | ---------- |
| 1         | thành phố Buôn Ma Thuột và các huyện: Buôn Đôn, Ea Súp, Cư M'gar     | Nguyễn Duy Hữu         | 360.719    | 77,32%     |
| 1         | thành phố Buôn Ma Thuột và các huyện: Buôn Đôn, Ea Súp, Cư M'gar     | Ngô Trung Thành        | 354.651    | 76,02%     |
| 1         | thành phố Buôn Ma Thuột và các huyện: Buôn Đôn, Ea Súp, Cư M'gar     | Y Tru Alio             | 254.554    | 54,57%     |
| 2         | Krông Bông, Krông Pắc, Lắk, M'Drắk, Cư Kuin và Krông Ana             | Nguyễn Thị Xuân        | 344.526    | 80,43%     |
| 2         | Krông Bông, Krông Pắc, Lắk, M'Drắk, Cư Kuin và Krông Ana             | Lưu Văn Đức            | 339.305    | 79,21%     |
| 2         | Krông Bông, Krông Pắc, Lắk, M'Drắk, Cư Kuin và Krông Ana             | Y Khút Niê (Ama Sa Ly) | 313.985    | 73,30%     |
| 3         | thị xã Buôn Hồ và các huyện: Ea H'leo, Krông Búk, Krông Năng, Ea Kar | Đặng Xuân Phương       | 319.119    | 79,68%     |
| 3         | thị xã Buôn Hồ và các huyện: Ea H'leo, Krông Búk, Krông Năng, Ea Kar | Y Biêr Niê             | 293.478    | 73,27%     |
| 3         | thị xã Buôn Hồ và các huyện: Ea H'leo, Krông Búk, Krông Năng, Ea Kar | Lê Thị Thanh Xuân      | 229.732    | 57,36%     |
| 3 đơn vị  | 3 đơn vị                                                             | 9 đại biểu             | 9 đại biểu | 9 đại biểu |

## Tỉnh Đắk Nông (6)
| Đơn vị số | Địa phương                                                                | Người trúng cử      | Số phiếu   | Tỉ lệ (%)  |
| --------- | ------------------------------------------------------------------------- | ------------------- | ---------- | ---------- |
| 1         | thành phố Gia Nghĩa và các huyện: Đắk Glong, Đắk R'lấp, Tuy Đức, Đắk Song | Ngô Thanh Danh      | 179.793    | 83,59%     |
| 1         | thành phố Gia Nghĩa và các huyện: Đắk Glong, Đắk R'lấp, Tuy Đức, Đắk Song | Nguyễn Trường Giang | 170.156    | 79,11%     |
| 1         | thành phố Gia Nghĩa và các huyện: Đắk Glong, Đắk R'lấp, Tuy Đức, Đắk Song | K'Choi              | 138.726    | 64,50%     |
| 2         | Đắk Mil, Cư Jút và Krông Nô                                               | Bùi Thanh Sơn       | 140.073    | 79,52%     |
| 2         | Đắk Mil, Cư Jút và Krông Nô                                               | Võ Đình Tín         | 122.352    | 69,46%     |
| 2         | Đắk Mil, Cư Jút và Krông Nô                                               | Ka H’Hoa            | 96.082     | 54,54%     |
| 2 đơn vị  | 2 đơn vị                                                                  | 6 đại biểu          | 6 đại biểu | 6 đại biểu |

## Tỉnh Điện Biên (6)
| Đơn vị số | Địa phương                                                                       | Người trúng cử | Số phiếu   | Tỉ lệ (%)  |
| --------- | -------------------------------------------------------------------------------- | -------------- | ---------- | ---------- |
| 1         | thành phố Điện Biên Phủ và các huyện: Điện Biên Đông, Mường Ảng, Điện Biên       | Sùng A Hồng    | 159.148    | 85,84%     |
| 1         | thành phố Điện Biên Phủ và các huyện: Điện Biên Đông, Mường Ảng, Điện Biên       | Trần Văn Sơn   | 152.305    | 82,15%     |
| 1         | thành phố Điện Biên Phủ và các huyện: Điện Biên Đông, Mường Ảng, Điện Biên       | Quàng Thị Vân  | 137.922    | 74,40%     |
| 2         | thị xã Mường Lay và các huyện: Mường Chà, Nậm Pồ, Mường Nhé, Tuần Giáo, Tủa Chùa | Trần Thị Dung  | 130.895    | 83,07%     |
| 2         | thị xã Mường Lay và các huyện: Mường Chà, Nậm Pồ, Mường Nhé, Tuần Giáo, Tủa Chùa | Lò Thị Luyến   | 122.733    | 77,89%     |
| 2         | thị xã Mường Lay và các huyện: Mường Chà, Nậm Pồ, Mường Nhé, Tuần Giáo, Tủa Chùa | Mùa A Vảng     | 111.238    | 70,59%     |
| 2 đơn vị  | 2 đơn vị                                                                         | 6 đại biểu     | 6 đại biểu | 6 đại biểu |

## Tỉnh Đồng Nai (11)
| Đơn vị số | Địa phương                                              | Người trúng cử    | Số phiếu    | Tỉ lệ (%)   | Ghi chú                                                                                          |
| --------- | ------------------------------------------------------- | ----------------- | ----------- | ----------- | ------------------------------------------------------------------------------------------------ |
| 1         | thành phố Biên Hòa và các huyện: Long Thành, Nhơn Trạch | Phan Thị Mỹ Thanh | 713.148     | 72,12%      | tháng 5 năm 2018, Phan Thị Mỹ Thanh đã tự xin thôi làm đại biểu Quốc hội vì lí do sức khỏe kém.  |
| 1         | thành phố Biên Hòa và các huyện: Long Thành, Nhơn Trạch | Võ Văn Thưởng     | 676.517     | 68,41%      |                                                                                                  |
| 1         | thành phố Biên Hòa và các huyện: Long Thành, Nhơn Trạch | Nguyễn Thị Như Ý  | 585.402     | 59,20%      |                                                                                                  |
| 2         | các huyện: Vĩnh Cửu, Trảng Bom và Thống Nhất            | Đỗ Thị Thu Hằng   | 338.752     | 75,36%      |                                                                                                  |
| 2         | các huyện: Vĩnh Cửu, Trảng Bom và Thống Nhất            | Vũ Hải Hà         | 330.956     | 73,62%      |                                                                                                  |
| 2         | các huyện: Vĩnh Cửu, Trảng Bom và Thống Nhất            | Lê Hồng Tịnh      | 314.372     | 69,93%      |                                                                                                  |
| 3         | Gồm thành phố Long Khánh và các huyện: Xuân Lộc, Cẩm Mỹ | Huỳnh Thanh Liêm  | 337.737     | 80,87%      |                                                                                                  |
| 3         | Gồm thành phố Long Khánh và các huyện: Xuân Lộc, Cẩm Mỹ | Nguyễn Công Hồng  | 336.561     | 80,59%      |                                                                                                  |
| 3         | Gồm thành phố Long Khánh và các huyện: Xuân Lộc, Cẩm Mỹ | Hồ Văn Năm        | 324.462     | 77,69%      | thôi nhiệm vụ đại biểu Quốc hội từ 18 tháng 9 năm 2019 sau khi bị Đảng Cộng sản Việt Nam kỉ luật |
| 4         | Gồm các huyện: Định Quán và Tân Phú                     | Dương Trung Quốc  | 220.261     | 74,22%      |                                                                                                  |
| 4         | Gồm các huyện: Định Quán và Tân Phú                     | Bùi Xuân Thống    | 188.126     | 63,39%      |                                                                                                  |
| 4 đơn vị  | 4 đơn vị                                                | 11 đại biểu       | 11 đại biểu | 11 đại biểu | 11 đại biểu                                                                                      |

## Tỉnh Đồng Tháp (8)
| Đơn vị số | Địa phương                                                           | Người trúng cử     | Số phiếu   | Tỉ lệ (%)  |
| --------- | -------------------------------------------------------------------- | ------------------ | ---------- | ---------- |
| 1         | thành phố Hồng Ngự và các huyện: Tân Hồng, Hồng Ngự, Tam Nông        | Trần Văn Cường     | 196.367    | 60,31%     |
| 1         | thành phố Hồng Ngự và các huyện: Tân Hồng, Hồng Ngự, Tam Nông        | Huỳnh Minh Tuấn    | 183.270    | 56,29%     |
| 2         | Gồm thành phố Cao Lãnh và các huyện: Thanh Bình, Cao Lãnh, Tháp Mười | Lê Minh Hoan       | 402.487    | 75,90%     |
| 2         | Gồm thành phố Cao Lãnh và các huyện: Thanh Bình, Cao Lãnh, Tháp Mười | Nguyễn Thị Mai Hoa | 335.540    | 63,27%     |
| 2         | Gồm thành phố Cao Lãnh và các huyện: Thanh Bình, Cao Lãnh, Tháp Mười | Ngô Hồng Chiều     | 308.872    | 58,24%     |
| 3         | Gồm thành phố Sa Đéc và các huyện: Lấp Vò, Lai Vung, Châu Thành      | Lê Vĩnh Tân        | 394.809    | 75,72%     |
| 3         | Gồm thành phố Sa Đéc và các huyện: Lấp Vò, Lai Vung, Châu Thành      | Trần Trí Quang     | 376.294    | 72,17%     |
| 3         | Gồm thành phố Sa Đéc và các huyện: Lấp Vò, Lai Vung, Châu Thành      | Phạm Văn Hòa       | 302.786    | 58,07%     |
| 3 đơn vị  | 3 đơn vị                                                             | 8 đại biểu         | 8 đại biểu | 8 đại biểu |

Người thất cử ở đơn vị bầu cử số 1: Nguyễn Kim Hồng (trung ương giới thiệu) và Nguyễn Văn Thông (sinh năm 1963, Phó trưởng phòng Nông nghiệp và Phát triển Nông thôn huyện Tam Nông, tỉnh Đồng Tháp)

## Tỉnh Gia Lai (7)
| Đơn vị số | Địa phương                                                                   | Người trúng cử                 | Số phiếu   | Tỉ lệ (%)  |
| --------- | ---------------------------------------------------------------------------- | ------------------------------ | ---------- | ---------- |
| 1         | Gồm thành phố Pleiku và các huyện: Chư Păh, Ia Grai, Đức Cơ, Chư Prông       | Hồ Văn Niên                    | 322.968    | 80,66%     |
| 1         | Gồm thành phố Pleiku và các huyện: Chư Păh, Ia Grai, Đức Cơ, Chư Prông       | Nguyễn Thị Mai Phương          | 306.329    | 76,51%     |
| 1         | Gồm thành phố Pleiku và các huyện: Chư Păh, Ia Grai, Đức Cơ, Chư Prông       | Rơ Mah Tuân                    | 271.052    | 67,70%     |
| 2         | Gồm thị xã An Khê và các huyện: Kbang, Kông Chro, Đak Pơ, Mang Yang, Đak Đoa | Dương Quốc Anh                 | 231.486    | 86,18%     |
| 2         | Gồm thị xã An Khê và các huyện: Kbang, Kông Chro, Đak Pơ, Mang Yang, Đak Đoa | Đinh Duy Vượt                  | 192.551    | 71,68%     |
| 3         | Gồm thị xã Ayun Pa và các huyện: Krông Pa, Ia Pa, Phú Thiện, Chư Sê, Chư Pưh | Ksor H’Bơ Khăp (Ksor Phước Hà) | 222.857    | 81,94%     |
| 3         | Gồm thị xã Ayun Pa và các huyện: Krông Pa, Ia Pa, Phú Thiện, Chư Sê, Chư Pưh | Bùi Văn Cường                  | 211.730    | 77,84%     |
| 3 đơn vị  | 3 đơn vị                                                                     | 7 đại biểu                     | 7 đại biểu | 7 đại biểu |

## Tỉnh Hà Giang (6)
| Đơn vị số | Địa phương                                                                    | Người trúng cử  | Số phiếu   | Tỉ lệ (%)  |
| --------- | ----------------------------------------------------------------------------- | --------------- | ---------- | ---------- |
| 1         | thành phố Hà Giang và các huyện: Đồng Văn, Mèo Vạc, Yên Minh, Quản Bạ, Bắc Mê | Triệu Tài Vinh  | 219.046    | 93,53%     |
| 1         | thành phố Hà Giang và các huyện: Đồng Văn, Mèo Vạc, Yên Minh, Quản Bạ, Bắc Mê | Sùng Thìn Cò    | 208.529    | 89,04%     |
| 1         | thành phố Hà Giang và các huyện: Đồng Văn, Mèo Vạc, Yên Minh, Quản Bạ, Bắc Mê | Hầu Văn Lý      | 202.772    | 86,58%     |
| 2         | gồm các huyện: Vị Xuyên, Bắc Quang, Quang Bình, Hoàng Su Phì và Xín Mần       | Vương Ngọc Hà   | 230.220    | 83,32%     |
| 2         | gồm các huyện: Vị Xuyên, Bắc Quang, Quang Bình, Hoàng Su Phì và Xín Mần       | Nguyễn Ngọc Hải | 226.872    | 82,11%     |
| 2         | gồm các huyện: Vị Xuyên, Bắc Quang, Quang Bình, Hoàng Su Phì và Xín Mần       | Thào Xuân Sùng  | 212.211    | 76,80%     |
| 2 đơn vị  | 2 đơn vị                                                                      | 6 đại biểu      | 6 đại biểu | 6 đại biểu |

## Tỉnh Hà Nam (6)
| Đơn vị số | Địa phương                                              | Người trúng cử  | Số phiếu   | Tỉ lệ (%)  |
| --------- | ------------------------------------------------------- | --------------- | ---------- | ---------- |
| 1         | Gồm thành phố Phủ Lý và các huyện: Thanh Liêm, Bình Lục | Trần Xuân Hùng  | 252.019    | 83,48%     |
| 1         | Gồm thành phố Phủ Lý và các huyện: Thanh Liêm, Bình Lục | Phùng Đức Tiến  | 213.477    | 70,71%     |
| 1         | Gồm thành phố Phủ Lý và các huyện: Thanh Liêm, Bình Lục | Trần Thị Hiền   | 206.865    | 68,52%     |
| 2         | Gồm thị xã Duy Tiên và các huyện Kim Bảng và Lý Nhân    | Ngô Xuân Lịch   | 311.918    | 95,87%     |
| 2         | Gồm thị xã Duy Tiên và các huyện Kim Bảng và Lý Nhân    | Hà Thị Minh Tâm | 281.810    | 86,62%     |
| 2         | Gồm thị xã Duy Tiên và các huyện Kim Bảng và Lý Nhân    | Trần Tất Thế    | 209.832    | 64,49%     |
| 2 đơn vị  | 2 đơn vị                                                | 6 đại biểu      | 6 đại biểu | 6 đại biểu |

## Tỉnh Hà Tĩnh (7)
| Đơn vị số | Địa phương                                                                      | Người trúng cử              | Số phiếu   | Tỉ lệ (%)  |
| --------- | ------------------------------------------------------------------------------- | --------------------------- | ---------- | ---------- |
| 1         | Gồm thành phố Hà Tĩnh, thị xã Kỳ Anh và các huyện: Kỳ Anh, Cẩm Xuyên, Hương Khê | Vương Đình Huệ              | 340.761    | 95,32%     |
| 1         | Gồm thành phố Hà Tĩnh, thị xã Kỳ Anh và các huyện: Kỳ Anh, Cẩm Xuyên, Hương Khê | Nguyễn Văn Sơn (Nguyễn Sơn) | 305.079    | 85,34%     |
| 1         | Gồm thành phố Hà Tĩnh, thị xã Kỳ Anh và các huyện: Kỳ Anh, Cẩm Xuyên, Hương Khê | Trần Đình Gia               | 304.269    | 85,11%     |
| 2         | Gồm các huyện: Thạch Hà, Can Lộc, Nghi Xuân và Lộc Hà                           | Đặng Quốc Khánh             | 274.055    | 91,80%     |
| 2         | Gồm các huyện: Thạch Hà, Can Lộc, Nghi Xuân và Lộc Hà                           | Lê Anh Tuấn                 | 245.113    | 82,11%     |
| 3         | Gồm thị xã Hồng Lĩnh và các huyện: Đức Thọ, Hương Sơn, Vũ Quang                 | Bùi Thị Quỳnh Thơ           | 156.237    | 78,11%     |
| 3         | Gồm thị xã Hồng Lĩnh và các huyện: Đức Thọ, Hương Sơn, Vũ Quang                 | Võ Kim Cự                   | 150.007    | 75%        |
| 3 đơn vị  | 3 đơn vị                                                                        | 7 đại biểu                  | 7 đại biểu | 7 đại biểu |

Võ Kim Cự đã thôi làm đại biểu Quốc hội với lí do sức khỏe kém.

## Tỉnh Hải Dương (9)
| Đơn vị số | Địa phương                                                 | Người trúng cử            | Số phiếu   | Tỉ lệ (%)  |
| --------- | ---------------------------------------------------------- | ------------------------- | ---------- | ---------- |
| 1         | Gồm thành phố Chí Linh, thị xã Kinh Môn và huyện Kim Thành | Nguyễn Hải Hưng           | 290.128    | 84,21%     |
| 1         | Gồm thành phố Chí Linh, thị xã Kinh Môn và huyện Kim Thành | Vũ Thị Thủy               | 221.536    | 64,30%     |
| 2         | Gồm thành phố Hải Dương và các huyện: Nam Sách, Thanh Hà   | Nguyễn Dương Thái         | 306.850    | 83,78%     |
| 2         | Gồm thành phố Hải Dương và các huyện: Nam Sách, Thanh Hà   | Hoàng Quốc Thưởng         | 302.561    | 82,61%     |
| 2         | Gồm thành phố Hải Dương và các huyện: Nam Sách, Thanh Hà   | Lê Thị Thủy               | 276.278    | 75,43%     |
| 3         | Gồm các huyện: Gia Lộc, Tứ Kỳ, Cẩm Giàng                   | Phạm Xuân Thăng           | 226.747    | 72,71%     |
| 3         | Gồm các huyện: Gia Lộc, Tứ Kỳ, Cẩm Giàng                   | Võ Văn Kim (Vũ Trọng Kim) | 216.893    | 69,55%     |
| 4         | Gồm các huyện: Bình Giang, Thanh Miện và Ninh Giang        | Bùi Mậu Quân              | 218.184    | 77,75%     |
| 4         | Gồm các huyện: Bình Giang, Thanh Miện và Ninh Giang        | Nguyễn Thị Việt Nga       | 175.189    | 62,43%     |
| 4 đơn vị  | 4 đơn vị                                                   | 9 đại biểu                | 9 đại biểu | 9 đại biểu |

## Tỉnh Hậu Giang (6)
| Đơn vị số | Địa phương                                                              | Người trúng cử    | Số phiếu   | Tỉ lệ (%)  | Ghi chú                                                                         |
| --------- | ----------------------------------------------------------------------- | ----------------- | ---------- | ---------- | ------------------------------------------------------------------------------- |
| 1         | Gồm thành phố Vị Thanh và các huyện: Vị Thủy, Châu Thành, Châu Thành A  | Trịnh Xuân Thanh  | 198.392    | 75,28%     | Trịnh Xuân Thanh bị hủy tư cách đại biểu quốc hội vào ngày 15 tháng 7 năm 2016. |
| 1         | Gồm thành phố Vị Thanh và các huyện: Vị Thủy, Châu Thành, Châu Thành A  | Đặng Thế Vinh     | 191.906    | 72,82%     |                                                                                 |
| 1         | Gồm thành phố Vị Thanh và các huyện: Vị Thủy, Châu Thành, Châu Thành A  | Nguyễn Thanh Thủy | 182.726    | 69,33%     |                                                                                 |
| 2         | Gồm thành phố Ngã Bảy, thị xã Long Mỹ và các huyện: Phụng Hiệp, Long Mỹ | Phạm Hồng Phong   | 213.446    | 72,02%     |                                                                                 |
| 2         | Gồm thành phố Ngã Bảy, thị xã Long Mỹ và các huyện: Phụng Hiệp, Long Mỹ | Phạm Thành Tâm    | 208.413    | 70,33%     |                                                                                 |
| 2         | Gồm thành phố Ngã Bảy, thị xã Long Mỹ và các huyện: Phụng Hiệp, Long Mỹ | Huỳnh Thanh Tạo   | 201.825    | 68,10%     |                                                                                 |
| 2 đơn vị  | 2 đơn vị                                                                | 6 đại biểu        | 6 đại biểu | 6 đại biểu | 6 đại biểu                                                                      |

## Tỉnh Hòa Bình (6)
| Đơn vị số | Địa phương                                                                 | Người trúng cử      | Số phiếu   | Tỉ lệ (%)  |
| --------- | -------------------------------------------------------------------------- | ------------------- | ---------- | ---------- |
| 1         | Gồm thành phố Hòa Bình và các huyện: Đà Bắc, Lương Sơn, Kim Bôi            | Nguyễn Thanh Hải    | 224.777    | 77,14%     |
| 1         | Gồm thành phố Hòa Bình và các huyện: Đà Bắc, Lương Sơn, Kim Bôi            | Nguyễn Tiến Sinh    | 195.109    | 66,96%     |
| 1         | Gồm thành phố Hòa Bình và các huyện: Đà Bắc, Lương Sơn, Kim Bôi            | Bùi Thu Hằng        | 190.982    | 65,54%     |
| 2         | Gồm các huyện: Cao Phong, Lạc Sơn, Lạc Thủy, Mai Châu, Tân Lạc và Yên Thủy | Trần Đăng Ninh      | 258.367    | 78,60%     |
| 2         | Gồm các huyện: Cao Phong, Lạc Sơn, Lạc Thủy, Mai Châu, Tân Lạc và Yên Thủy | Bạch Thị Hương Thủy | 243.397    | 74,04%     |
| 2         | Gồm các huyện: Cao Phong, Lạc Sơn, Lạc Thủy, Mai Châu, Tân Lạc và Yên Thủy | Quách Thế Tản       | 236.241    | 71,87%     |
| 2 đơn vị  | 2 đơn vị                                                                   | 6 đại biểu          | 6 đại biểu | 6 đại biểu |

## Tỉnh Hưng Yên (7)
| Đơn vị số | Địa phương                                                        | Người trúng cử     | Số phiếu   | Tỉ lệ (%)  |
| --------- | ----------------------------------------------------------------- | ------------------ | ---------- | ---------- |
| 1         | Gồm thành phố Hưng Yên và các huyện: Kim Động, Khoái Châu, Yên Mỹ | Đỗ Tiến Sỹ         | 380.079    | 91,98%     |
| 1         | Gồm thành phố Hưng Yên và các huyện: Kim Động, Khoái Châu, Yên Mỹ | Đoàn Thị Thanh Mai | 356.066    | 86,17%     |
| 1         | Gồm thành phố Hưng Yên và các huyện: Kim Động, Khoái Châu, Yên Mỹ | Nguyễn Thị Phúc    | 332.825    | 80,54%     |
| 2         | Gồm các huyện: Tiên Lữ, Phù Cừ và Ân Thi                          | Lê Quý Vương       | 195.315    | 88,50%     |
| 2         | Gồm các huyện: Tiên Lữ, Phù Cừ và Ân Thi                          | Trần Văn Quý       | 190.686    | 86,40%     |
| 3         | Gồm thị xã Mỹ Hào và các huyện Văn Giang, Văn Lâm                 | Phạm Đình Toản     | 162.719    | 69,46%     |
| 3         | Gồm thị xã Mỹ Hào và các huyện Văn Giang, Văn Lâm                 | Vũ Thị Nguyệt      | 147.642    | 63,02%     |
| 3 đơn vị  | 3 đơn vị                                                          | 7 đại biểu         | 7 đại biểu | 7 đại biểu |

## Tỉnh Khánh Hòa (7)
| Đơn vị số | Địa phương                                                 | Người trúng cử      | Số phiếu   | Tỉ lệ (%) |
| --------- | ---------------------------------------------------------- | ------------------- | ---------- | --------- |
| 1         | Ninh Hòa Vạn Ninh                                          | Lê Xuân Thân        | 236.179    | 82,77     |
| 1         | Ninh Hòa Vạn Ninh                                          | Nguyễn Khắc Định    | 175.125    | 61,37     |
| 2         | Nha Trang                                                  | Nguyễn Thị Xuân Thu | 183.752    | 60,23     |
| 2         | Nha Trang                                                  | Lữ Thanh Hải        | 161.299    | 52,87     |
| 3         | Cam Ranh Khánh Vĩnh Diên Khánh Cam Lâm Khánh Sơn Trường Sa | Trần Ngọc Khánh     | 285.938    | 83,21     |
| 3         | Cam Ranh Khánh Vĩnh Diên Khánh Cam Lâm Khánh Sơn Trường Sa | Đỗ Ngọc Thịnh       | 261.563    | 76,11     |
| 3         | Cam Ranh Khánh Vĩnh Diên Khánh Cam Lâm Khánh Sơn Trường Sa | Lê Tuấn Tứ          | 246.036    | 71,59     |
| 3 đơn vị  | 3 đơn vị                                                   | 7 đại biểu          | 7 đại biểu |           |

## Tỉnh Kiên Giang (8)
| Đơn vị số | Địa phương                                                                                         | Người trúng cử           | Số phiếu   | Tỉ lệ (%)  |
| --------- | -------------------------------------------------------------------------------------------------- | ------------------------ | ---------- | ---------- |
| 1         | Gồm các huyện: Tân Hiệp, Kiên Hải, Giồng Riềng và Gò Quao                                          | Nguyễn Văn Luật          | 243.927    | 67,70%     |
| 1         | Gồm các huyện: Tân Hiệp, Kiên Hải, Giồng Riềng và Gò Quao                                          | Hồ Văn Thái              | 226.793    | 62,94%     |
| 2         | Gồm các huyện: An Biên, An Minh, Vĩnh Thuận, U Minh Thượng và Châu Thành                           | Lê Thành Long            | 280.989    | 75,22%     |
| 2         | Gồm các huyện: An Biên, An Minh, Vĩnh Thuận, U Minh Thượng và Châu Thành                           | Nguyễn Thị Kim Bé        | 271.696    | 72,73%     |
| 2         | Gồm các huyện: An Biên, An Minh, Vĩnh Thuận, U Minh Thượng và Châu Thành                           | Trần Văn Huynh (Huệ Tín) | 214.813    | 57,50%     |
| 3         | Gồm thành phố Rạch Giá, thành phố Hà Tiên và các huyện: Kiên Lương, Hòn Đất, Phú Quốc, Giang Thành | Nguyễn Thanh Nghị        | 382.661    | 81,66%     |
| 3         | Gồm thành phố Rạch Giá, thành phố Hà Tiên và các huyện: Kiên Lương, Hòn Đất, Phú Quốc, Giang Thành | Bùi Đặng Dũng            | 333.347    | 71,14%     |
| 3         | Gồm thành phố Rạch Giá, thành phố Hà Tiên và các huyện: Kiên Lương, Hòn Đất, Phú Quốc, Giang Thành | Châu Quỳnh Dao           | 250.122    | 53,38%     |
| 3 đơn vị  | 3 đơn vị                                                                                           | 8 đại biểu               | 8 đại biểu | 8 đại biểu |

## Tỉnh Kon Tum (6)
| Đơn vị số | Địa phương                                                                 | Người trúng cử        | Số phiếu   | Tỉ lệ (%)  |
| --------- | -------------------------------------------------------------------------- | --------------------- | ---------- | ---------- |
| 1         | Gồm thành phố Kon Tum và các huyện: Kon Plông, Kon Rẫy, Sa Thầy, Ia H'Drai | Nguyễn Vinh Hà        | 150.683    | 86,93%     |
| 1         | Gồm thành phố Kon Tum và các huyện: Kon Plông, Kon Rẫy, Sa Thầy, Ia H'Drai | Tô Văn Tám            | 147.903    | 85,33%     |
| 1         | Gồm thành phố Kon Tum và các huyện: Kon Plông, Kon Rẫy, Sa Thầy, Ia H'Drai | A Long (Rơ Châm Long) | 143.051    | 82,53%     |
| 2         | Gồm các huyện: Đăk Hà, Đăk Tô, Tu Mơ Rông, Ngọc Hồi và Đăk Glei            | Lê Chiêm              | 132.992    | 92,24%     |
| 2         | Gồm các huyện: Đăk Hà, Đăk Tô, Tu Mơ Rông, Ngọc Hồi và Đăk Glei            | A Pớt                 | 126.487    | 87,73%     |
| 2         | Gồm các huyện: Đăk Hà, Đăk Tô, Tu Mơ Rông, Ngọc Hồi và Đăk Glei            | Y Nhàn                | 123.769    | 85,84      |
| 2 đơn vị  | 2 đơn vị                                                                   | 6 đại biểu            | 6 đại biểu | 6 đại biểu |

## Tỉnh Lai Châu (6)
| Đơn vị số | Địa phương                                                          | Người trúng cử            | Số phiếu   | Tỉ lệ (%)  |
| --------- | ------------------------------------------------------------------- | ------------------------- | ---------- | ---------- |
| 1         | Gồm thành phố Lai Châu và các huyện: Than Uyên, Tân Uyên, Tam Đường | Tống Thanh Bình           | 113.999    | 88,50%     |
| 1         | Gồm thành phố Lai Châu và các huyện: Than Uyên, Tân Uyên, Tam Đường | Chu Lé Chừ (Chu Lê Chinh) | 111.660    | 86,68%     |
| 1         | Gồm thành phố Lai Châu và các huyện: Than Uyên, Tân Uyên, Tam Đường | Phùng Quốc Hiển           | 108.273    | 84,05%     |
| 2         | Gồm các huyện: Phong Thổ, Mường Tè, Sìn Hồ và Nậm Nhùn              | Nguyễn Hữu Toàn           | 111.775    | 87,97%     |
| 2         | Gồm các huyện: Phong Thổ, Mường Tè, Sìn Hồ và Nậm Nhùn              | Giàng Páo Mỷ              | 110.474    | 86,94%     |
| 2         | Gồm các huyện: Phong Thổ, Mường Tè, Sìn Hồ và Nậm Nhùn              | Lò A Tư                   | 80.716     | 63,52%     |
| 2 đơn vị  | 2 đơn vị                                                            | 6 đại biểu                | 6 đại biểu | 6 đại biểu |

## Tỉnh Lạng Sơn (6)
| Đơn vị số | Địa phương                                                                             | Người trúng cử   | Số phiếu   | Tỉ lệ (%)  |
| --------- | -------------------------------------------------------------------------------------- | ---------------- | ---------- | ---------- |
| 1         | Gồm các huyện: Bắc Sơn, Bình Gia, Văn Quan, Chi Lăng và Hữu Lũng                       | Dương Xuân Hòa   | 215.063    | 75,92%     |
| 1         | Gồm các huyện: Bắc Sơn, Bình Gia, Văn Quan, Chi Lăng và Hữu Lũng                       | Ngàn Phương Loan | 199.028    | 70,26%     |
| 1         | Gồm các huyện: Bắc Sơn, Bình Gia, Văn Quan, Chi Lăng và Hữu Lũng                       | Nguyễn Lâm Thành | 190.692    | 67,31%     |
| 2         | Gồm thành phố Lạng Sơn và các huyện: Tràng Định, Văn Lãng, Cao Lộc, Lộc Bình, Đình Lập | Triệu Tuấn Hải   | 211.738    | 74,20%     |
| 2         | Gồm thành phố Lạng Sơn và các huyện: Tràng Định, Văn Lãng, Cao Lộc, Lộc Bình, Đình Lập | Trần Sỹ Thanh    | 196.614    | 68,90%     |
| 2         | Gồm thành phố Lạng Sơn và các huyện: Tràng Định, Văn Lãng, Cao Lộc, Lộc Bình, Đình Lập | Võ Trọng Việt    | 184.749    | 64,74%     |
| 2 đơn vị  | 2 đơn vị                                                                               | 6 đại biểu       | 6 đại biểu | 6 đại biểu |

## Tỉnh Lào Cai (6)
| Đơn vị số | Địa phương                                                           | Người trúng cử | Số phiếu   | Tỉ lệ (%)  |
| --------- | -------------------------------------------------------------------- | -------------- | ---------- | ---------- |
| 1         | Gồm thành phố Lào Cai, thị xã Sa Pa và các huyện: Bát Xát, Văn Bàn   | Vũ Xuân Cường  | 185.406    | 82,62%     |
| 1         | Gồm thành phố Lào Cai, thị xã Sa Pa và các huyện: Bát Xát, Văn Bàn   | Lê Thu Hà      | 180.399    | 80,39%     |
| 1         | Gồm thành phố Lào Cai, thị xã Sa Pa và các huyện: Bát Xát, Văn Bàn   | Vương Văn Sáng | 153.091    | 68,22%     |
| 2         | Gồm các huyện: Bảo Thắng, Bảo Yên, Bắc Hà, Mường Khương và Si Ma Cai | Đỗ Bá Tỵ       | 195.359    | 86,13%     |
| 2         | Gồm các huyện: Bảo Thắng, Bảo Yên, Bắc Hà, Mường Khương và Si Ma Cai | Giàng Thị Bình | 194.824    | 85,89%     |
| 2         | Gồm các huyện: Bảo Thắng, Bảo Yên, Bắc Hà, Mường Khương và Si Ma Cai | Sần Sín Sỉnh   | 175.000    | 77,15%     |
| 2 đơn vị  | 2 đơn vị                                                             | 6 đại biểu     | 6 đại biểu | 6 đại biểu |

## Tỉnh Lâm Đồng (6)
| Đơn vị số | Địa phương                                                              | Người trúng cử  | Số phiếu   | Tỉ lệ (%)  |
| --------- | ----------------------------------------------------------------------- | --------------- | ---------- | ---------- |
| 1         | Gồm thành phố Đà Lạt và các huyện: Lạc Dương, Đơn Dương, Đức Trọng      | Triệu Thế Hùng  | 310.140    | 82,66%     |
| 1         | Gồm thành phố Đà Lạt và các huyện: Lạc Dương, Đơn Dương, Đức Trọng      | Nguyễn Tạo      | 303.957    | 81,01%     |
| 2         | Gồm các huyện: Lâm Hà, Đam Rông và Di Linh                              | Trương Thị Mai  | 194.275    | 79,93%     |
| 2         | Gồm các huyện: Lâm Hà, Đam Rông và Di Linh                              | K`Nhiễu         | 140.878    | 57,96%     |
| 3         | Gồm thành phố Bảo Lộc và các huyện: Bảo Lâm, Đạ Huoai, Đạ Tẻh, Cát Tiên | Đoàn Văn Việt   | 210.370    | 74,02%     |
| 3         | Gồm thành phố Bảo Lộc và các huyện: Bảo Lâm, Đạ Huoai, Đạ Tẻh, Cát Tiên | Nguyễn Văn Hiển | 187.051    | 65,82%     |
| 3 đơn vị  | 3 đơn vị                                                                | 6 đại biểu      | 6 đại biểu | 6 đại biểu |

## Tỉnh Long An (8)
| Đơn vị số | Địa phương                                                | Người trúng cử   | Số phiếu   | Tỉ lệ (%)  |
| --------- | --------------------------------------------------------- | ---------------- | ---------- | ---------- |
| 1         | Đức Huệ Đức Hòa Bến Lức Thủ Thừa                          | Trương Hòa Bình  | 344.083    | 81,19      |
| 1         | Đức Huệ Đức Hòa Bến Lức Thủ Thừa                          | Đặng Hoàng Tuấn  | 262.651    | 61,98      |
| 1         | Đức Huệ Đức Hòa Bến Lức Thủ Thừa                          | Trương Văn Nọ    | 243.239    | 57,40      |
| 2         | thành phố Tân An Châu Thành Tân Trụ Cần Đước Cần Giuộc    | Trương Phi Hùng  | 337.523    | 64,62      |
| 2         | thành phố Tân An Châu Thành Tân Trụ Cần Đước Cần Giuộc    | Phan Thị Mỹ Dung | 328.259    | 62,85      |
| 2         | thành phố Tân An Châu Thành Tân Trụ Cần Đước Cần Giuộc    | Nguyễn Tuấn Anh  | 316.834    | 60,66      |
| 3         | Kiến Tường Thạnh Hóa Tân Thạnh Mộc Hóa Vĩnh Hưng Tân Hưng | Lê Công Đỉnh     | 147.011    | 60,98      |
| 3         | Kiến Tường Thạnh Hóa Tân Thạnh Mộc Hóa Vĩnh Hưng Tân Hưng | Hoàng Văn Liên   | 122.768    | 50,93      |
| 3 đơn vị  | 3 đơn vị                                                  | 8 đại biểu       | 8 đại biểu | 8 đại biểu |

## Tỉnh Nam Định (9)
| Đơn vị số | Địa phương                                                 | Người trúng cử                  | Số phiếu   | Tỉ lệ (%)  |
| --------- | ---------------------------------------------------------- | ------------------------------- | ---------- | ---------- |
| 1         | Gồm thành phố Nam Định và các huyện: Mỹ Lộc, Vụ Bản, Ý Yên | Đoàn Hồng Phong                 | 428.529    | 84,96%     |
| 1         | Gồm thành phố Nam Định và các huyện: Mỹ Lộc, Vụ Bản, Ý Yên | Nguyễn Văn Pha                  | 382.178    | 75,77%     |
| 1         | Gồm thành phố Nam Định và các huyện: Mỹ Lộc, Vụ Bản, Ý Yên | Đặng Thị Phương Thảo            | 281.339    | 55,78%     |
| 2         | Gồm các huyện: Nam Trực, Nghĩa Hưng và Trực Ninh           | Trương Anh Tuấn                 | 308.186    | 75,49%     |
| 2         | Gồm các huyện: Nam Trực, Nghĩa Hưng và Trực Ninh           | Mai Thị Phương Hoa              | 302.086    | 74%        |
| 2         | Gồm các huyện: Nam Trực, Nghĩa Hưng và Trực Ninh           | Đào Việt Trung                  | 286.474    | 70,17%     |
| 3         | Gồm các huyện: Xuân Trường, Giao Thủy và Hải Hậu           | Trần Quang Chiểu                | 379.563    | 80,38%     |
| 3         | Gồm các huyện: Xuân Trường, Giao Thủy và Hải Hậu           | Phạm Văn Nấng (Phạm Quang Dũng) | 329.498    | 69,77%     |
| 3         | Gồm các huyện: Xuân Trường, Giao Thủy và Hải Hậu           | Nguyễn Quang Ngọc               | 326.170    | 69,07%     |
| 3 đơn vị  | 3 đơn vị                                                   | 9 đại biểu                      | 9 đại biểu | 9 đại biểu |

## Tỉnh Nghệ An (13)
| Đơn vị số | Địa phương                                                                        | Người trúng cử      | Số phiếu    | Tỉ lệ (%)   |
| --------- | --------------------------------------------------------------------------------- | ------------------- | ----------- | ----------- |
| 1         | Gồm các huyện: Kỳ Sơn, Tương Dương, Con Cuông, Anh Sơn và Đô Lương                | Nguyễn Hữu Cầu      | 301.858     | 90,36%      |
| 1         | Gồm các huyện: Kỳ Sơn, Tương Dương, Con Cuông, Anh Sơn và Đô Lương                | Lê Quang Huy        | 286.458     | 85,75%      |
| 2         | Gồm thị xã Thái Hòa và các huyện: Quế Phong, Quỳ Châu, Quỳ Hợp, Nghĩa Đàn, Tân Kỳ | Phan Đình Trạc      | 347.194     | 88,65%      |
| 2         | Gồm thị xã Thái Hòa và các huyện: Quế Phong, Quỳ Châu, Quỳ Hợp, Nghĩa Đàn, Tân Kỳ | Nguyễn Thị Thảo     | 315.186     | 80,47%      |
| 2         | Gồm thị xã Thái Hòa và các huyện: Quế Phong, Quỳ Châu, Quỳ Hợp, Nghĩa Đàn, Tân Kỳ | Mong Văn Tình       | 246.443     | 62,92%      |
| 3         | Gồm thị xã Hoàng Mai và các huyện: Yên Thành và Quỳnh Lưu                         | Nguyễn Đắc Vinh     | 324.788     | 80,69%      |
| 3         | Gồm thị xã Hoàng Mai và các huyện: Yên Thành và Quỳnh Lưu                         | Nguyễn Sỹ Hội       | 323.281     | 80,31%      |
| 3         | Gồm thị xã Hoàng Mai và các huyện: Yên Thành và Quỳnh Lưu                         | Hoàng Thị Thu Trang | 308.949     | 76,75%      |
| 4         | Gồm thành phố Vinh và các huyện: Thanh Chương, Nam Đàn, Hưng Nguyên               | Hồ Đức Phớc         | 499.117     | 87,40%      |
| 4         | Gồm thành phố Vinh và các huyện: Thanh Chương, Nam Đàn, Hưng Nguyên               | Trần Văn Mão        | 463.363     | 81,14%      |
| 4         | Gồm thành phố Vinh và các huyện: Thanh Chương, Nam Đàn, Hưng Nguyên               | Đinh Thị Kiều Trinh | 386.729     | 67,72%      |
| 5         | Gồm thị xã Cửa Lò và các huyện: Diễn Châu, Nghi Lộc                               | Nguyễn Vân Chi      | 311.541     | 86,36%      |
| 5         | Gồm thị xã Cửa Lò và các huyện: Diễn Châu, Nghi Lộc                               | Nguyễn Thanh Hiền   | 269.836     | 74,80%      |
| 5 đơn vị  | 5 đơn vị                                                                          | 13 đại biểu         | 13 đại biểu | 13 đại biểu |

## Tỉnh Ninh Bình (6)
| Đơn vị số | Địa phương                                                       | Người trúng cử     | Số phiếu   | Tỉ lệ (%)  |
| --------- | ---------------------------------------------------------------- | ------------------ | ---------- | ---------- |
| 1         | Gồm thành phố Ninh Bình và các huyện: Nho Quan, Gia Viễn, Hoa Lư | Đinh Tiến Dũng     | 318.331    | 95,44%     |
| 1         | Gồm thành phố Ninh Bình và các huyện: Nho Quan, Gia Viễn, Hoa Lư | Nguyễn Thành Công  | 290.111    | 86,97%     |
| 1         | Gồm thành phố Ninh Bình và các huyện: Nho Quan, Gia Viễn, Hoa Lư | Bùi Văn Phương     | 284.475    | 85,29%     |
| 2         | Gồm thành phố Tam Điệp và các huyện: Kim Sơn, Yên Khánh, Yên Mô  | Nguyễn Thị Thanh   | 338.054    | 94,70%     |
| 2         | Gồm thành phố Tam Điệp và các huyện: Kim Sơn, Yên Khánh, Yên Mô  | Mai Khanh          | 304.568    | 85,32%     |
| 2         | Gồm thành phố Tam Điệp và các huyện: Kim Sơn, Yên Khánh, Yên Mô  | Nguyễn Phương Tuấn | 297.034    | 83,21%     |
| 2 đơn vị  | 2 đơn vị                                                         | 6 đại biểu         | 6 đại biểu | 6 đại biểu |

## Tỉnh Ninh Thuận (6)
| Đơn vị số | Địa phương                                                                    | Người trúng cử     | Số phiếu   | Tỉ lệ (%)  |
| --------- | ----------------------------------------------------------------------------- | ------------------ | ---------- | ---------- |
| 1         | Gồm thành phố Phan Rang – Tháp Chàm và các huyện: Bác Ái, Ninh Sơn, Thuận Bắc | Nguyễn Sỹ Cương    | 185.946    | 79,56%     |
| 1         | Gồm thành phố Phan Rang – Tháp Chàm và các huyện: Bác Ái, Ninh Sơn, Thuận Bắc | Nguyễn Thị Hồng Hà | 181.875    | 77,82%     |
| 1         | Gồm thành phố Phan Rang – Tháp Chàm và các huyện: Bác Ái, Ninh Sơn, Thuận Bắc | Phạm Huyền Ngọc    | 176.683    | 75,59%     |
| 2         | Gồm các huyện: Ninh Hải, Thuận Nam, Ninh Phước                                | Đàng Thị Mỹ Hương  | 160.606    | 73,80%     |
| 2         | Gồm các huyện: Ninh Hải, Thuận Nam, Ninh Phước                                | Phan Xuân Dũng     | 160.016    | 73,53%     |
| 2         | Gồm các huyện: Ninh Hải, Thuận Nam, Ninh Phước                                | Nguyễn Bắc Việt    | 154.990    | 71,22%     |
| 2 đơn vị  | 2 đơn vị                                                                      | 6 đại biểu         | 6 đại biểu | 6 đại biểu |

## Tỉnh Phú Thọ (7)
| Đơn vị số | Địa phương                                                                             | Người trúng cử   | Số phiếu   | Tỉ lệ (%)  |
| --------- | -------------------------------------------------------------------------------------- | ---------------- | ---------- | ---------- |
| 1         | Gồm thành phố Việt Trì và các huyện: Tam Nông, Tân Sơn, Thanh Sơn, Thanh Thủy, Yên Lập | Bùi Minh Châu    | 444.754    | 90,52%     |
| 1         | Gồm thành phố Việt Trì và các huyện: Tam Nông, Tân Sơn, Thanh Sơn, Thanh Thủy, Yên Lập | Lê Thị Yến       | 351.148    | 71,47%     |
| 1         | Gồm thành phố Việt Trì và các huyện: Tam Nông, Tân Sơn, Thanh Sơn, Thanh Thủy, Yên Lập | Đinh Thị Bình    | 327.814    | 66,72%     |
| 2         | Gồm thị xã Phú Thọ và các huyện: Phù Ninh, Lâm Thao, Đoan Hùng                         | Nguyễn Hồng Thái | 229.740    | 76,56%     |
| 2         | Gồm thị xã Phú Thọ và các huyện: Phù Ninh, Lâm Thao, Đoan Hùng                         | Nguyễn Thúy Anh  | 223.964    | 74,63%     |
| 3         | Gồm các huyện: Thanh Ba, Hạ Hòa, Cẩm Khê                                               | Hoàng Quang Hàm  | 201.604    | 75,16%     |
| 3         | Gồm các huyện: Thanh Ba, Hạ Hòa, Cẩm Khê                                               | Cao Đình Thưởng  | 199.065    | 74,21%     |
| 3 đơn vị  | 3 đơn vị                                                                               | 7 đại biểu       | 7 đại biểu | 7 đại biểu |

## Tỉnh Phú Yên (6)
| Đơn vị số | Địa phương                                                             | Người trúng cử     | Số phiếu   | Tỉ lệ (%)  |
| --------- | ---------------------------------------------------------------------- | ------------------ | ---------- | ---------- |
| 1         | Gồm các huyện: Phú Hòa, Đông Hòa, Tây Hòa, Sơn Hòa và Sông Hinh        | Nguyễn Thái Học    | 288.556    | 84,06%     |
| 1         | Gồm các huyện: Phú Hòa, Đông Hòa, Tây Hòa, Sơn Hòa và Sông Hinh        | Phan Anh Khoa      | 258.797    | 75,39%     |
| 1         | Gồm các huyện: Phú Hòa, Đông Hòa, Tây Hòa, Sơn Hòa và Sông Hinh        | Phạm Thị Minh Hiền | 188.939    | 55,04%     |
| 2         | Gồm thành phố Tuy Hòa, thị xã Sông Cầu và các huyện: Đồng Xuân, Tuy An | Đinh Văn Nhã       | 264.443    | 78,47%     |
| 2         | Gồm thành phố Tuy Hòa, thị xã Sông Cầu và các huyện: Đồng Xuân, Tuy An | Hoàng Văn Trà      | 256.213    | 76,03%     |
| 2         | Gồm thành phố Tuy Hòa, thị xã Sông Cầu và các huyện: Đồng Xuân, Tuy An | Nguyễn Hồng Vân    | 231.46     | 68,68%     |
| 2 đơn vị  | 2 đơn vị                                                               | 6 đại biểu         | 6 đại biểu | 6 đại biểu |

## Tỉnh Quảng Bình (6)
| Đơn vị số | Địa phương                            | Người trúng cử     | Số phiếu   | Tỉ lệ (%)  |
| --------- | ------------------------------------- | ------------------ | ---------- | ---------- |
| 1         | Ba Đồn Minh Hóa Tuyên Hóa Quảng Trạch | Nguyễn Mạnh Cường  | 202.071    | 88,63%     |
| 1         | Ba Đồn Minh Hóa Tuyên Hóa Quảng Trạch | Nguyễn Văn Man     | 188.441    | 82,65%     |
| 1         | Ba Đồn Minh Hóa Tuyên Hóa Quảng Trạch | Cao Thị Giang      | 164.356    | 72,08%     |
| 2         | Đồng Hới Lệ Thủy Quảng Ninh Bố Trạch  | Nguyễn Văn Bình    | 328.948    | 88,68%     |
| 2         | Đồng Hới Lệ Thủy Quảng Ninh Bố Trạch  | Trần Công Thuật    | 311.176    | 83,88%     |
| 2         | Đồng Hới Lệ Thủy Quảng Ninh Bố Trạch  | Nguyễn Ngọc Phương | 287.239    | 77,43%     |
| 2 đơn vị  | 2 đơn vị                              | 6 đại biểu         | 6 đại biểu | 6 đại biểu |

## Tỉnh Quảng Nam (8)
| Đơn vị số | Địa phương                                                                                 | Người trúng cử    | Số phiếu   | Tỉ lệ (%)  | Ghi chú                                                                       |
| --------- | ------------------------------------------------------------------------------------------ | ----------------- | ---------- | ---------- | ----------------------------------------------------------------------------- |
| 1         | Gồm thị xã Điện Bàn và các huyện: Đại Lộc, Đông Giang, Tây Giang, Nam Giang, Phước Sơn     | Nguyễn Quang Dũng | 279.616    | 82,37%     |                                                                               |
| 1         | Gồm thị xã Điện Bàn và các huyện: Đại Lộc, Đông Giang, Tây Giang, Nam Giang, Phước Sơn     | Nguyễn Đình Tiến  | 271.885    | 80,09%     |                                                                               |
| 2         | Gồm thành phố Hội An và các huyện: Duy Xuyên, Quế Sơn, Nông Sơn, Thăng Bình, Hiệp Đức      | Phan Việt Cường   | 350.974    | 80,37%     |                                                                               |
| 2         | Gồm thành phố Hội An và các huyện: Duy Xuyên, Quế Sơn, Nông Sơn, Thăng Bình, Hiệp Đức      | Ngô Văn Minh      | 345.595    | 79,13%     | Ông Ngô Văn Minh đã qua đời vào đầu nhiệm kì vào ngày 16 tháng 12 năm 2016.   |
| 2         | Gồm thành phố Hội An và các huyện: Duy Xuyên, Quế Sơn, Nông Sơn, Thăng Bình, Hiệp Đức      | Phan Thái Bình    | 335.816    | 76,89%     |                                                                               |
| 3         | Gồm thành phố Tam Kỳ và các huyện: Núi Thành, Tiên Phước, Nam Trà My, Bắc Trà My, Phú Ninh | Nguyễn Đức Hải    | 297.017    | 83,65%     |                                                                               |
| 3         | Gồm thành phố Tam Kỳ và các huyện: Núi Thành, Tiên Phước, Nam Trà My, Bắc Trà My, Phú Ninh | Lê Ngọc Hải       | 254.989    | 71,81%     |                                                                               |
| 3         | Gồm thành phố Tam Kỳ và các huyện: Núi Thành, Tiên Phước, Nam Trà My, Bắc Trà My, Phú Ninh | Nguyễn Quốc Khánh | 235.481    | 66,32%     | Nguyễn Quốc Khánh đã bị mất quyền đại biểu Quốc hội ngày 14 tháng 5 năm 2018. |
| 3 đơn vị  | 3 đơn vị                                                                                   | 8 đại biểu        | 8 đại biểu | 8 đại biểu | 8 đại biểu                                                                    |

## Tỉnh Quảng Ngãi (7)
| Đơn vị số | Địa phương                                                              | Người trúng cử      | Số phiếu   | Tỉ lệ (%)  |
| --------- | ----------------------------------------------------------------------- | ------------------- | ---------- | ---------- |
| 1         | Gồm các huyện: Bình Sơn, Sơn Tịnh, Trà Bồng, Tây Trà, Sơn Tây và Sơn Hà | Nguyễn Hòa Bình     | 279.099    | 88,93%     |
| 1         | Gồm các huyện: Bình Sơn, Sơn Tịnh, Trà Bồng, Tây Trà, Sơn Tây và Sơn Hà | Hồ Thị Vân          | 168.380    | 53,65%     |
| 2         | Gồm thành phố Quảng Ngãi và các huyện: Tư Nghĩa, Nghĩa Hành, Lý Sơn     | Lê Viết Chữ         | 332.401    | 86,97%     |
| 2         | Gồm thành phố Quảng Ngãi và các huyện: Tư Nghĩa, Nghĩa Hành, Lý Sơn     | Đinh Thị Phương Lan | 281.113    | 73,55%     |
| 2         | Gồm thành phố Quảng Ngãi và các huyện: Tư Nghĩa, Nghĩa Hành, Lý Sơn     | Phạm Thị Thu Trang  | 272.033    | 71,18%     |
| 3         | Gồm thị xã Đức Phổ và các huyện: Mộ Đức, Ba Tơ, Minh Long               | Trần Tuấn Anh       | 218.139    | 84,89%     |
| 3         | Gồm thị xã Đức Phổ và các huyện: Mộ Đức, Ba Tơ, Minh Long               | Đinh Thị Hồng Minh  | 182.509    | 71,02%     |
| 3 đơn vị  | 3 đơn vị                                                                | 7 đại biểu          | 7 đại biểu | 7 đại biểu |

## Tỉnh Quảng Ninh (7)
| Đơn vị số | Địa phương                                                                                       | Người trúng cử                                  | Số phiếu   | Tỉ lệ (%)  |
| --------- | ------------------------------------------------------------------------------------------------ | ----------------------------------------------- | ---------- | ---------- |
| 1         | Gồm thành phố Hạ Long và thành phố Cẩm Phả                                                       | Phạm Minh Chính                                 | 321.908    | 91,06%     |
| 1         | Gồm thành phố Hạ Long và thành phố Cẩm Phả                                                       | Vũ Hồng Thanh                                   | 298.296    | 84,38%     |
| 1         | Gồm thành phố Hạ Long và thành phố Cẩm Phả                                                       | Lê Minh Chuẩn                                   | 274.310    | 77,60%     |
| 2         | Gồm thành phố Uông Bí và các thị xã: Đông Triều, Quảng Yên                                       | Ngô Thị Minh                                    | 261.723    | 82,65%     |
| 2         | Gồm thành phố Uông Bí và các thị xã: Đông Triều, Quảng Yên                                       | Lương Công Quyết (Thượng tọa Thích Thanh Quyết) | 256.574    | 81,03%     |
| 3         | Gồm thành phố Móng Cái và các huyện: Vân Đồn, Cô Tô, Tiên Yên, Đầm Hà, Hải Hà, Bình Liêu, Ba Chẽ | Trần Văn Minh                                   | 179.007    | 74,99%     |
| 3         | Gồm thành phố Móng Cái và các huyện: Vân Đồn, Cô Tô, Tiên Yên, Đầm Hà, Hải Hà, Bình Liêu, Ba Chẽ | Đỗ Thị Lan                                      | 165.734    | 69,43%     |
| 3 đơn vị  | 3 đơn vị                                                                                         | 7 đại biểu                                      | 7 đại biểu | 7 đại biểu |

## Tỉnh Quảng Trị (6)
| Đơn vị số | Địa phương                                                                         | Người trúng cử    | Số phiếu   | Tỉ lệ (%)  |
| --------- | ---------------------------------------------------------------------------------- | ----------------- | ---------- | ---------- |
| 1         | Gồm các huyện: Vĩnh Linh, Gio Linh, Cam Lộ, Đakrông, Hướng Hóa và huyện đảo Cồn Cỏ | Hà Sỹ Đồng        | 177.730    | 75,37%     |
| 1         | Gồm các huyện: Vĩnh Linh, Gio Linh, Cam Lộ, Đakrông, Hướng Hóa và huyện đảo Cồn Cỏ | Hồ Thị Minh       | 145.359    | 61,64%     |
| 1         | Gồm các huyện: Vĩnh Linh, Gio Linh, Cam Lộ, Đakrông, Hướng Hóa và huyện đảo Cồn Cỏ | Đỗ Văn Sinh       | 144.644    | 61,34%     |
| 2         | Gồm thành phố Đông Hà, thị xã Quảng Trị và các huyện: Triệu Phong, Hải Lăng        | Nguyễn Chí Dũng   | 177.773    | 84,02%     |
| 2         | Gồm thành phố Đông Hà, thị xã Quảng Trị và các huyện: Triệu Phong, Hải Lăng        | Hoàng Đức Thắng   | 164.077    | 77,55%     |
| 2         | Gồm thành phố Đông Hà, thị xã Quảng Trị và các huyện: Triệu Phong, Hải Lăng        | Mai Thị Kim Nhung | 127.462    | 60,24%     |
| 2 đơn vị  | 2 đơn vị                                                                           | 6 đại biểu        | 6 đại biểu | 6 đại biểu |

## Tỉnh Sóc Trăng (6)
| Đơn vị số | Địa phương                                                                         | Người trúng cử                  | Số phiếu   | Tỉ lệ (%)  |
| --------- | ---------------------------------------------------------------------------------- | ------------------------------- | ---------- | ---------- |
| 1         | Gồm thành phố Sóc Trăng, thị xã Ngã Năm và các huyện: Mỹ Tú, Châu Thành, Thạnh Trị | Nguyễn Văn Thể                  | 322.217    | 84,22%     |
| 1         | Gồm thành phố Sóc Trăng, thị xã Ngã Năm và các huyện: Mỹ Tú, Châu Thành, Thạnh Trị | Hoàng Thanh Tùng                | 304.485    | 79,59%     |
| 1         | Gồm thành phố Sóc Trăng, thị xã Ngã Năm và các huyện: Mỹ Tú, Châu Thành, Thạnh Trị | Tô Ái Vang                      | 252.539    | 66,01%     |
| 2         | Gồm các huyện: Kế Sách, Long Phú và Cù Lao Dung                                    | Hồ Thị Cẩm Đào                  | 191.529    | 74,98%     |
| 3         | Gồm thị xã Vĩnh Châu và các huyện: Mỹ Xuyên, Trần Đề                               | Lý Đức (Thượng tọa Lý Minh Đức) | 231.882    | 67,87%     |
| 3         | Gồm thị xã Vĩnh Châu và các huyện: Mỹ Xuyên, Trần Đề                               | Nguyễn Đức Kiên                 | 174.077    | 50,95%     |
| 3 đơn vị  | 3 đơn vị                                                                           | 6 đại biểu                      | 6 đại biểu | 6 đại biểu |

## Tỉnh Sơn La (6)
| Đơn vị số | Địa phương                                   | Người trúng cử     | Số phiếu   | Tỉ lệ (%)  |
| --------- | -------------------------------------------- | ------------------ | ---------- | ---------- |
| 1         | thành phố Sơn La Thuận Châu Mai Sơn Yên Châu | Tòng Thị Phóng     | 307.615    | 92,31      |
| 1         | thành phố Sơn La Thuận Châu Mai Sơn Yên Châu | Quàng Văn Hương    | 263.381    | 79,04      |
| 2         | Mường La Sông Mã Sốp Cộp Quỳnh Nhai          | Nguyễn Đắc Quỳnh   | 171.654    | 81,37      |
| 2         | Mường La Sông Mã Sốp Cộp Quỳnh Nhai          | Đinh Công Sỹ       | 151.124    | 71,64      |
| 3         | Mộc Châu Vân Hồ Phù Yên Bắc Yên              | Trương Quang Nghĩa | 180.811    | 81,88      |
| 3         | Mộc Châu Vân Hồ Phù Yên Bắc Yên              | Tráng Thị Xuân     | 170.527    | 77,23      |
| 3 đơn vị  | 3 đơn vị                                     | 6 đại biểu         | 6 đại biểu | 6 đại biểu |

## Tỉnh Tây Ninh (6)
| Đơn vị số | Địa phương                                                     | Người trúng cử     | Số phiếu   | Tỉ lệ (%)  |
| --------- | -------------------------------------------------------------- | ------------------ | ---------- | ---------- |
| 1         | Bến Cầu Gò Dầu Châu Thành Trảng Bàng                           | Nguyễn Văn Nên     | 334.203    | 81,30      |
| 1         | Bến Cầu Gò Dầu Châu Thành Trảng Bàng                           | Hoàng Đình Chung   | 274.762    | 66,84      |
| 1         | Bến Cầu Gò Dầu Châu Thành Trảng Bàng                           | Trịnh Ngọc Phương  | 267.126    | 64,98      |
| 2         | thành phố Tây Ninh Hòa Thành Tân Biên Tân Châu Dương Minh Châu | Trần Lưu Quang     | 364.853    | 74,47      |
| 2         | thành phố Tây Ninh Hòa Thành Tân Biên Tân Châu Dương Minh Châu | Nguyễn Mạnh Tiến   | 353.342    | 72,12      |
| 2         | thành phố Tây Ninh Hòa Thành Tân Biên Tân Châu Dương Minh Châu | Huỳnh Thanh Phương | 346.099    | 70,64      |
| 2 đơn vị  | 2 đơn vị                                                       | 6 đại biểu         | 6 đại biểu | 6 đại biểu |

## Tỉnh Thái Bình (9)
| Đơn vị số | Địa phương                              | Người trúng cử                                                         | Số phiếu   | Tỉ lệ (%)  |
| --------- | --------------------------------------- | ---------------------------------------------------------------------- | ---------- | ---------- |
| 1         | Vũ Thư Hưng Hà Quỳnh Phụ                | Nguyễn Hạnh Phúc                                                       | 434.370    | 88,94      |
| 1         | Vũ Thư Hưng Hà Quỳnh Phụ                | Lê Đình Nhường (thôi nhiệm vụ đại biểu từ 12/4/2019 vì lí do sức khỏe) | 400.907    | 82,09      |
| 1         | Vũ Thư Hưng Hà Quỳnh Phụ                | Bùi Quốc phòng                                                         | 345.430    | 70,73      |
| 2         | Đông Hưng Thái Thụy                     | Nguyễn Thị Thu Dung                                                    | 242.579    | 73,04      |
| 2         | Đông Hưng Thái Thụy                     | Bùi Văn Xuyền                                                          | 211.631    | 63,72      |
| 2         | Đông Hưng Thái Thụy                     | Nguyễn Văn Thân                                                        | 199.237    | 59,99      |
| 3         | Thành phố Thái Bình Tiền Hải Kiến Xương | Nguyễn Hồng Diên                                                       | 387.095    | 88,97      |
| 3         | Thành phố Thái Bình Tiền Hải Kiến Xương | Vũ Tiến Lộc                                                            | 337.170    | 77,49      |
| 3         | Thành phố Thái Bình Tiền Hải Kiến Xương | Phạm Văn Tuân                                                          | 297.662    | 68,41      |
| 3 đơn vị  | 3 đơn vị                                | 9 đại biểu                                                             | 9 đại biểu | 9 đại biểu |

## Tỉnh Thái Nguyên (7)
| Đơn vị số | Địa phương                            | Người trúng cử | Số phiếu   | Tỉ lệ (%)  |
| --------- | ------------------------------------- | -------------- | ---------- | ---------- |
| 1         | Đại Từ Định Hóa Phú Lương             | Hoàng Văn Hùng | 195.489    | 69,20      |
| 1         | Đại Từ Định Hóa Phú Lương             | Lê Thị Nga     | 154.459    | 54,68      |
| 2         | Thành phố Thái Nguyên Đồng Hỷ Võ Nhai | Trần Quốc Tỏ   | 275.979    | 79,62      |
| 2         | Thành phố Thái Nguyên Đồng Hỷ Võ Nhai | Phan Văn Tường | 241.548    | 69,69      |
| 2         | Thành phố Thái Nguyên Đồng Hỷ Võ Nhai | Đoàn Thị Hảo   | 232.323    | 67,03      |
| 3         | Sông Công Phổ Yên Phú Bình            | Phạm Bình Minh | 231.129    | 83,44      |
| 3         | Sông Công Phổ Yên Phú Bình            | Đỗ Đại Phong   | 155.917    | 56,29      |
| 3 đơn vị  | 3 đơn vị                              | 7 đại biểu     | 7 đại biểu | 7 đại biểu |

## Tỉnh Thừa Thiên Huế (7)
| Đơn vị số | Địa phương                                    | Người trúng cử                | Số phiếu   | Tỉ lệ (%)  | Ghi chú                                                                        |
| --------- | --------------------------------------------- | ----------------------------- | ---------- | ---------- | ------------------------------------------------------------------------------ |
| 1         | Thị xã Hương Trà Phong Điền Quảng Điền A Lưới | Nguyễn Ngọc Thiện             | 234.629    | 88,28      |                                                                                |
| 1         | Thị xã Hương Trà Phong Điền Quảng Điền A Lưới | Phan Ngọc Thọ                 | 202.087    | 76,04      |                                                                                |
| 2         | Huế Hương Thủy                                | Nguyễn Hội (Thích Chơn Thiện) | 273.375    | 77,83      | Ông Thích Chơn Thiện đã qua đời vào đầu nhiệm kì vào ngày 8 tháng 11 năm 2016. |
| 2         | Huế Hương Thủy                                | Bùi Đức Hạnh                  | 254.987    | 72,59      |                                                                                |
| 2         | Huế Hương Thủy                                | Phạm Như Hiệp                 | 238.792    | 67,98      |                                                                                |
| 3         | Phú Vang Phú Lộc Nam Đông                     | Đặng Ngọc Nghĩa               | 200.014    | 78,40      |                                                                                |
| 3         | Phú Vang Phú Lộc Nam Đông                     | Nguyễn Chí Tài                | 184.716    | 72,40      |                                                                                |
| 3 đơn vị  | 3 đơn vị                                      | 7 đại biểu                    | 7 đại biểu | 7 đại biểu |                                                                                |

## Tỉnh Thanh Hóa (14)
| Đơn vị số | Địa phương                                                                    | Người trúng cử      | Số phiếu    | Tỉ lệ (%)   |
| --------- | ----------------------------------------------------------------------------- | ------------------- | ----------- | ----------- |
| 1         | Thành phố Thanh Hóa Sầm Sơn Hoằng Hóa Đông Sơn                                | Đỗ Trọng Hưng       | 498.299     | 92,18       |
| 1         | Thành phố Thanh Hóa Sầm Sơn Hoằng Hóa Đông Sơn                                | Nguyễn Hữu Quang    | 474.208     | 87,72       |
| 1         | Thành phố Thanh Hóa Sầm Sơn Hoằng Hóa Đông Sơn                                | Cao Thị Xuân        | 417.438     | 77,22       |
| 2         | Bỉm Sơn Hà Trung Nga Sơn Hậu Lộc Vĩnh Lộc Thạch Thành                         | Mai Sỹ Diến         | 456.884     | 89,31       |
| 2         | Bỉm Sơn Hà Trung Nga Sơn Hậu Lộc Vĩnh Lộc Thạch Thành                         | Phạm Trí Thức       | 437.679     | 85,55       |
| 2         | Bỉm Sơn Hà Trung Nga Sơn Hậu Lộc Vĩnh Lộc Thạch Thành                         | Bùi Thị Thủy        | 381.511     | 74,57       |
| 3         | Quảng Xương Nông Cống Tĩnh Gia Như Xuân Như Thanh                             | Vũ Xuân Hùng        | 505.749     | 90,68       |
| 3         | Quảng Xương Nông Cống Tĩnh Gia Như Xuân Như Thanh                             | Bùi Sỹ Lợi          | 495.354     | 88,82       |
| 3         | Quảng Xương Nông Cống Tĩnh Gia Như Xuân Như Thanh                             | Phạm Thị Thanh Thủy | 411.129     | 73,72       |
| 4         | Triệu Sơn Thiệu Hóa Yên Định Thọ Xuân                                         | Uông Chu Lưu        | 449.698     | 88,42       |
| 4         | Triệu Sơn Thiệu Hóa Yên Định Thọ Xuân                                         | Lê Minh Thông       | 404.274     | 79,49       |
| 4         | Triệu Sơn Thiệu Hóa Yên Định Thọ Xuân                                         | Lê Văn Sỹ           | 396.207     | 77,90       |
| 5         | Quan Hóa Quan Sơn Mường Lát Lang Chánh Bá Thước Ngọc Lặc Thường Xuân Cẩm Thủy | Đào Ngọc Dung       | 378.885     | 88,24       |
| 5         | Quan Hóa Quan Sơn Mường Lát Lang Chánh Bá Thước Ngọc Lặc Thường Xuân Cẩm Thủy | Cầm Thị Mẫn         | 332.309     | 77,40       |
| 5 đơn vị  | 5 đơn vị                                                                      | 14 đại biểu         | 14 đại biểu | 14 đại biểu |

## Tỉnh Tiền Giang (8)
| Đơn vị số | Địa phương                                            | Người trúng cử     | Số phiếu   | Tỉ lệ (%)  |
| --------- | ----------------------------------------------------- | ------------------ | ---------- | ---------- |
| 1         | Thị xã Cai Lậy Cái Bè Huyện Cai Lậy                   | Nguyễn Minh Sơn    | 393.404    | 76,49      |
| 1         | Thị xã Cai Lậy Cái Bè Huyện Cai Lậy                   | Võ Văn Bình        | 352.887    | 68,61      |
| 1         | Thị xã Cai Lậy Cái Bè Huyện Cai Lậy                   | Nguyễn Kim Tuyến   | 333.520    | 64,85      |
| 2         | Mỹ Tho Tân Phước Châu Thành                           | Nguyễn Thanh Hải   | 261.788    | 61,88      |
| 2         | Mỹ Tho Tân Phước Châu Thành                           | Nguyễn Hoàng Mai   | 228.159    | 53,93      |
| 3         | Gò Công Chợ Gạo Gò Công Tây Gò Công Đông Tân Phú Đông | Nguyễn Trọng Nghĩa | 392.072    | 77,88      |
| 3         | Gò Công Chợ Gạo Gò Công Tây Gò Công Đông Tân Phú Đông | Tạ Minh Tâm        | 303.003    | 60,18      |
| 3         | Gò Công Chợ Gạo Gò Công Tây Gò Công Đông Tân Phú Đông | Lê Quang Trí       | 296.243    | 58,84      |
| 3 đơn vị  | 3 đơn vị                                              | 8 đại biểu         | 8 đại biểu | 8 đại biểu |

## Tỉnh Trà Vinh (6)
| Đơn vị số | Địa phương                                                   | Người trúng cử      | Số phiếu   | Tỉ lệ (%)  |
| --------- | ------------------------------------------------------------ | ------------------- | ---------- | ---------- |
| 1         | Trà Vinh Càng Long Cầu Kè Tiểu Cần                           | Ngô Chí Cường       | 271.948    | 78,08      |
| 1         | Trà Vinh Càng Long Cầu Kè Tiểu Cần                           | Thạch Phước Bình    | 202.329    | 58,09      |
| 1         | Trà Vinh Càng Long Cầu Kè Tiểu Cần                           | Tăng Thị Ngọc Mai   | 197.957    | 56,84      |
| 2         | thị xã Duyên Hải Châu Thành Cầu Ngang Trà Cú huyện Duyên Hải | Nguyễn Thiện Nhân   | 364.988    | 84,87      |
| 2         | thị xã Duyên Hải Châu Thành Cầu Ngang Trà Cú huyện Duyên Hải | Hứa Văn Nghĩa       | 264.822    | 61,58      |
| 2         | thị xã Duyên Hải Châu Thành Cầu Ngang Trà Cú huyện Duyên Hải | Trần Thị Huyền Trân | 235.479    | 54,76      |
| 2 đơn vị  | 2 đơn vị                                                     | 6 đại biểu          | 6 đại biểu | 6 đại biểu |

## Tỉnh Tuyên Quang (6)
| Đơn vị số | Địa phương                 | Người trúng cử  | Số phiếu   | Tỉ lệ (%)  |
| --------- | -------------------------- | --------------- | ---------- | ---------- |
| 1         | Na Hang Lâm Bình Chiêm Hóa | Chẩu Văn Lâm    | 123.936    | 82,42      |
| 1         | Na Hang Lâm Bình Chiêm Hóa | Hứa Thị Hà      | 98.766     | 65,68      |
| 2         | Hàm Yên Yên Sơn            | Hoàng Bình Quân | 149.747    | 74,00      |
| 2         | Hàm Yên Yên Sơn            | Ma Thị Thúy     | 116.468    | 57,55      |
| 3         | Tuyên Quang Sơn Dương      | Đỗ Văn Chiến    | 167.240    | 79,83      |
| 3         | Tuyên Quang Sơn Dương      | Âu Thị Mai      | 131.731    | 62,88      |
| 3 đơn vị  | 3 đơn vị                   | 6 đại biểu      | 6 đại biểu | 6 đại biểu |

## Tỉnh Vĩnh Long (6)
| Đơn vị số | Địa phương                                     | Người trúng cử         | Số phiếu   | Tỉ lệ (%)  |
| --------- | ---------------------------------------------- | ---------------------- | ---------- | ---------- |
| 1         | Thành phố Vĩnh Long Long Hồ Mang Thít Tam Bình | Đặng Thị Ngọc Thịnh    | 368.540    | 82,80      |
| 1         | Thành phố Vĩnh Long Long Hồ Mang Thít Tam Bình | Nguyễn Thị Quyên Thanh | 282.623    | 63,49      |
| 1         | Thành phố Vĩnh Long Long Hồ Mang Thít Tam Bình | Lưu Thành Công         | 264.840    | 59,50      |
| 2         | Bình Minh Bình Tân Trà Ôn Vũng Liêm            | Trần Văn Rón           | 275.782    | 75,17      |
| 2         | Bình Minh Bình Tân Trà Ôn Vũng Liêm            | Phạm Tất Thắng         | 260.422    | 70,99      |
| 2         | Bình Minh Bình Tân Trà Ôn Vũng Liêm            | Nguyễn Thị Minh Trang  | 236.381    | 64,43      |
| 2 đơn vị  | 2 đơn vị                                       | 6 đại biểu             | 6 đại biểu | 6 đại biểu |

## Tỉnh Vĩnh Phúc (6)
| Đơn vị số | Địa phương                                     | Người trúng cử     | Số phiếu   | Tỉ lệ (%)  |
| --------- | ---------------------------------------------- | ------------------ | ---------- | ---------- |
| 1         | Vĩnh Yên Phúc Yên Vĩnh Tường Yên Lạc           | Hoàng Thị Thúy Lan | 355.013    | 87,91      |
| 1         | Vĩnh Yên Phúc Yên Vĩnh Tường Yên Lạc           | Trần Văn Tiến      | 294.311    | 72,88      |
| 1         | Vĩnh Yên Phúc Yên Vĩnh Tường Yên Lạc           | Phùng Thị Thường   | 206.504    | 51,14      |
| 2         | Bình Xuyên Tam Dương Tam Đảo Lập Thạch Sông Lô | Lưu Đức Long       | 314.288    | 80,99      |
| 2         | Bình Xuyên Tam Dương Tam Đảo Lập Thạch Sông Lô | Trần Hồng Hà       | 309.924    | 79,87      |
| 2         | Bình Xuyên Tam Dương Tam Đảo Lập Thạch Sông Lô | Lê Thị Nguyệt      | 255.754    | 65,91      |
| 2 đơn vị  | 2 đơn vị                                       | 6 đại biểu         | 6 đại biểu | 6 đại biểu |

## Tỉnh Yên Bái (6)
| Đơn vị số | Địa phương                                             | Người trúng cử  | Số phiếu   | Tỉ lệ (%)  |
| --------- | ------------------------------------------------------ | --------------- | ---------- | ---------- |
| 1         | Thành phố Yên Bái Yên Bình Trấn Yên Lục Yên            | Giàng A Chu     | 260.532    | 88,66      |
| 1         | Thành phố Yên Bái Yên Bình Trấn Yên Lục Yên            | Dương Văn Thống | 250.722    | 85,33      |
| 1         | Thành phố Yên Bái Yên Bình Trấn Yên Lục Yên            | Nguyễn Thị Vân  | 228.063    | 77,61      |
| 2         | Thị xã Nghĩa Lộ Văn Chấn Trạm Tấu Mù Cang Chải Văn Yên | Trần Quốc Vượng | 248.249    | 94,18      |
| 2         | Thị xã Nghĩa Lộ Văn Chấn Trạm Tấu Mù Cang Chải Văn Yên | Đinh Đăng Luận  | 237.937    | 90,27      |
| 2         | Thị xã Nghĩa Lộ Văn Chấn Trạm Tấu Mù Cang Chải Văn Yên | Triệu Thị Huyền | 228.041    | 86,52      |
| 2 đơn vị  | 2 đơn vị                                               | 6 đại biểu      | 6 đại biểu | 6 đại biểu |

## Thống kê
| KẾT QUẢ BẦU CỬ CHUNG                                                     | KẾT QUẢ BẦU CỬ CHUNG |
| ------------------------------------------------------------------------ | -------------------- |
| - Tổng số đại biểu Quốc hội dự kiến bầu:                                 | 500                  |
| - Tổng số người ứng cử:                                                  | 870                  |
| - Tổng số cử tri trong cả nước:                                          | 67.485.482           |
| - Tổng số cử tri đã tham gia bỏ phiếu:                                   | 67.049.091           |
| - Tỷ lệ cử tri đã tham gia bỏ phiếu so với tổng số cử tri trong cả nước: | 99,35%               |
| - Số phiếu hợp lệ:                                                       | 66.284.625           |
| - Số phiếu không hợp lệ:                                                 | 725.815              |
| - Số người trúng cử đại biểu Quốc hội:                                   | 496                  |